# Сюникская область
Сюни́кская о́бласть, Сюни́кский марз (арм. Սյունիքի մարզ) или сокращённо Сюни́к (арм. Շիրակо файле [sjuˈnikʰ]) — область в Армении, на юге страны. Граничит с Азербайджаном на востоке и западе (Нахичеванская АР), на юге с Ираном и на севере с Вайоцдзорской областью Армении. Административный центр — Капан, города — Горис, Мегри, Сисиан, Каджаран, Агарак, Дастакерт.
Площадь области составляет 15 % от территории всей страны, а население — 4,7 % (на 2011 год). Территория Сюникской области включает в себя территории бывших Горисского, Капанского, Мегринского и Сисианского районов.

## География
Область расположена в основном на склонах Зангезурского хребта и его отрогов. Наивысшая точка — гора Капутджух (3904 м), самая низкая расположена в долине Аракса на высоте 380 м.
Область граничит с Вайоцдзорской областью на северо-западе, с Азербайджаном на востоке: с Кельбаджарским районом — на севере и с Лачинским, Губадлинским и Зангеланским районами Азербайджана — на востоке, с Ираном на юге и с Нахичеванью на западе. 
Граница с Ираном проходит по реке Аракс. В своём верхнем и среднем течении по территории Сюника протекают его крупные притоки — Вохчи и Воротан.

### Климат
Для Сюникской области в целом характерна высотная поясность. Здесь присутствуют все типы климата, характерные для Армении: субтропический сухой, умеренный, горный. Мегринская низменность на юге области является самым тёплым районом Армении. Температура в январе колеблется от +0,9 °C (Мегри) до −9,8 °C (Горайк). В июле — от +13,9 °C до +25,4 °C. Самая низкая температура, зафиксированная за всю историю метеонаблюдений составила −35 °C, самая высокая — +52 °C.
Среднегодовое количество осадков также разнится: от 161 мм в Мегри до 826 мм в Сисианском коридоре. Наибольшее количество осадков выпадает в мае.

## Население

### Города
Численность населения городов Сюникской области (на 1 апреля 2010 года):
| Капан     | 45 500 |
| Горис     | 23 000 |
| Сисиан    | 16 700 |
| Каджаран  | 8500   |
| Агарак    | 4900   |
| Мегри     | 4800   |
| Дастакерт | 300    |

### Национальный состав
Согласно статистическим данным, в конце XIX и начале XX веков на территории современной Сюникской области было несколько татарских (азербайджанских) и курдских населённых пунктов. Так, согласно «Своду статистических данных о населении Закавказскаго края, извлеченных из посемейных списков 1886 г.», всё население сёл Агуды (903 чел.), Вагуды (926 чел.), Сисиан (633 чел.) и Шеки (657 чел.) состояло из азербайджанцев (указаны как «татары»), а всё население села Баяндур (869 чел.) состояло из курдов. Согласно Кавказскому календарю, в 1911 году азербайджанцы (указаны как «татары») также составляли большинство в сёлах Дастакирт и Шихляр.
| Национальность        | Перепись 2001 года | Доля населения адм.-терр. единицы | Перепись 2011 года | Доля населения адм.-терр. единицы |
| --------------------- | ------------------ | --------------------------------- | ------------------ | --------------------------------- |
| Всё население         | 152 684            | 100 %                             | 141 771            | 100 %                             |
| Армяне                | 152 212            | 99,69 %                           | 141 353            | 99,71 %                           |
| Русские               | 253                | 0,17 %                            | 259                | 0,18 %                            |
| Украинцы              | 41                 | 0,03 %                            | 26                 | 0,02 %                            |
| Другие и не указавшие | 178                | 0,12 %                            | 133                | 0,09 %                            |

## История
Исторически Сюник (именовавшийся также «Сисакан») — одна из 15 областей Великой Армении, причём древний Сюникский наханг (область) включал, кроме нынешнего Сюника (включая Зангезур), ещё и земли вокруг озера Севан и далее к югу до Аракса. На востоке он граничил с Арцахом, на западе — с нахангом Айрарат. После раздела Великой Армении в 387 году вошёл в состав Сасанидского Ирана в границах Армянского Марзпанства, в VII веке вместе с государством Сасанидов был завоёван арабами.

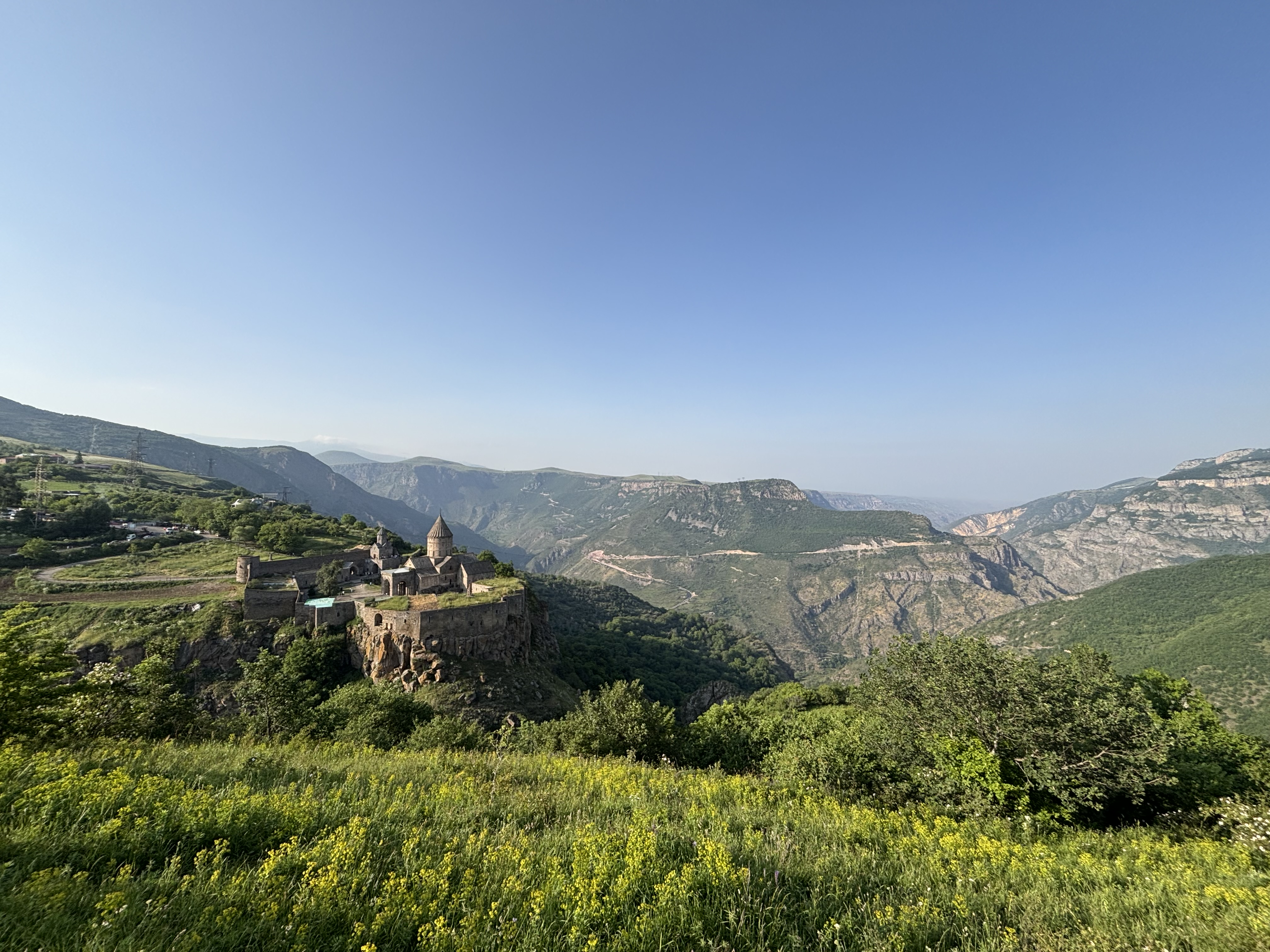
Монастырь Татев, IX век

Армянский географ VII века Анания Ширакаци описывает провинцию следующим образом:

Сюник, к востоку от Айрарата, между Ерасхом (Араксом) и Арцахом, имеет 12 областей: 1. Ернджак, 2. Чагук, 3. Вайоц-дзор, 4. Гелакуни с морем, 5. Сотк, 6. Агахечк, 7. Цгак, 8. Габанд, 9. Багк или Балк, 10. Дзорк, 11. Аревик, 12. Кусакан. В этой провинции растут: мирт, герери и гранат. В ней много гористых местностей.

С IX века Сюник — область армянского государства Багратидов. С 904 года в состав Сюника вошёл также Нахичеван, ранее бывший частью Васпуракана. В 987 году здесь возникает армянское Сюникское царство, признававшее верховную власть армянских Багратидов. Наиболее видными из армянских родов, правивших средневековым Сюником, были роды Орбелянов и Прошьянов.
Испанский историк XV века говоря о вторжении Тохтамыша говорил

По этой земле, которую он опустошил, посланники [уже] проезжали; это — город Кольмарин (Сюрмари), что в армянской земле, и еще город Сисакания (Сисакан) и его владения и много других земель.

В Позднем Средневековье в горных областях Сюника (Зангезуре) правили армянские мелики, находившиеся в вассальной зависимости от мусульманских правителей. Позднее регион входил в состав Карабахского ханства, на его территории находился Татевский магал.
С 1828 года Сюник — в составе Российской империи (Елизаветпольская губерния).
После революции 1917 года в России, выхода Закавказья из состава бывшей Российской империи и создания на его территории трёх национальных государств, в 1919—1920 годах Сюник входил в состав Республики Армения. По Александропольскому договору между Арменией и Турцией (2 октября 1920) Армения обязалась передать Сюник (Зангезур и Нахичевань) со смешанным (армянским и мусульманским) населением Азербайджану, но армяне в Зангезуре, во главе с Гарегином Нжде не признали этого договора и последующей большевизации Армении, провозгласив Республику Горная Армения. Весной 1921 года вооружённые отряды дашнаков после переговоров с командирами Красной армии и обещанием оставить Зангезур за Арменией, перешли на территорию Ирана.
Современная Сюникская область была образована законом об административно-территориальном делении Республики Армения от 7 ноября 1995 года, в результате объединения Горисского, Капанского, Мегринского и Сисианского районов Армении.
12 мая 2021 года азербайджанские войска пересекли на несколько километров территорию Армении в Сюникской области и оккупировали территорию вокруг озера Сев, что привело к пограничному кризису между Арменией и Азербайджаном.

## Экономика
Основа экономики Сюникской области — добыча и обработка меди. Среди крупнейших промышленных предприятий — Зангезурский медно-молибденовый комбинат (крупнейшее горно-металлургическое предприятие Армении), Агаракский медно-молибденовый комбинат и Капанский горно-обогатительный комбинат. Присутствуют также предприятия лёгкой и пищевой промышленности. Воротанский каскад гидроэлектростанций (Татевская ГЭС, Спандарянская ГЭС и Шамбская ГЭС) в 2002 году обеспечивал производство 1150 млн киловатт-часов электроэнергии. С 2006 года в Сюникскую область поступает природный газ из Ирана по газопроводу Иран — Армения. В Мегри расположена газораспределительная станция.
Сельское хозяйство основывается главным образом на мясной и молочной промышленности. Крупная птицефабрика расположена в Капане. В Мегри имеется консервный завод. Развито выращивание зерновых культур.

## Транспорт

### Автодороги
Общая протяжённость автодорог — 987 км, из них 735 км — республиканского и регионального значения.
В городе Горисе расположена стратегическая автомобильная развязка. Из Гориса идут три основные дороги. Первая через Вайоцдзорскую область связывает с основной частью Армении, в том числе и со столицей. Вторая дорога ведёт в Нагорный Карабах через Лачинский коридор, третья - через областной центр — город Капан, а также через города Каджаран, Мегри и Агарак соединяют Армению с Ираном на единственном пропускном пункте «Карчевань» между Арменией и Ираном. Нередко употребляется также термин «южные ворота Армении» по поводу этой таможни. Граница с Ираном расположена на реке Аракс и единственный мост, соединяющий все южные армянские регионы с Ираном находится в Карчеване. Состояние перечисленных дорог — хорошее, остальные находятся в худшем состоянии.

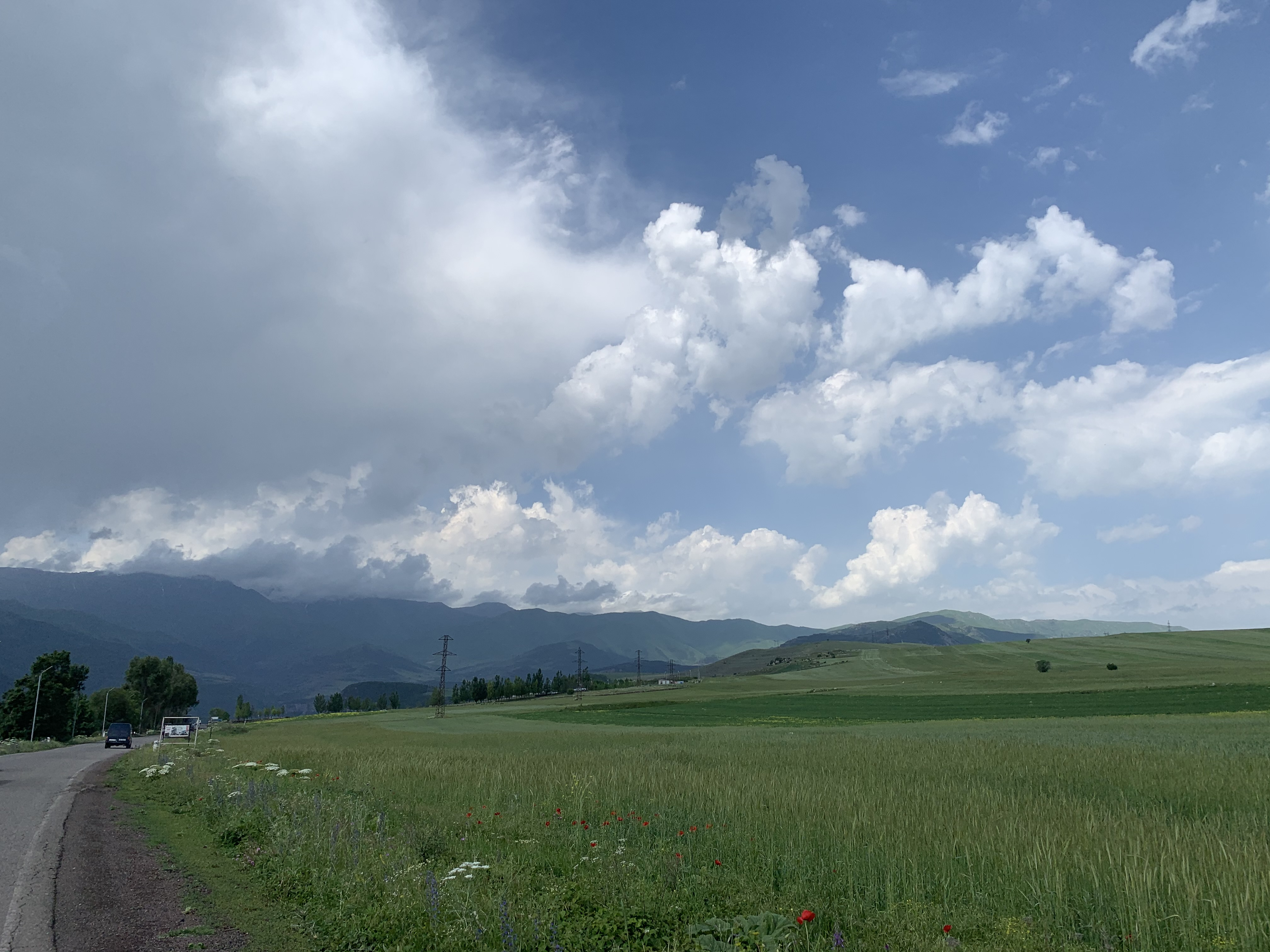
Участок Горис-Татев
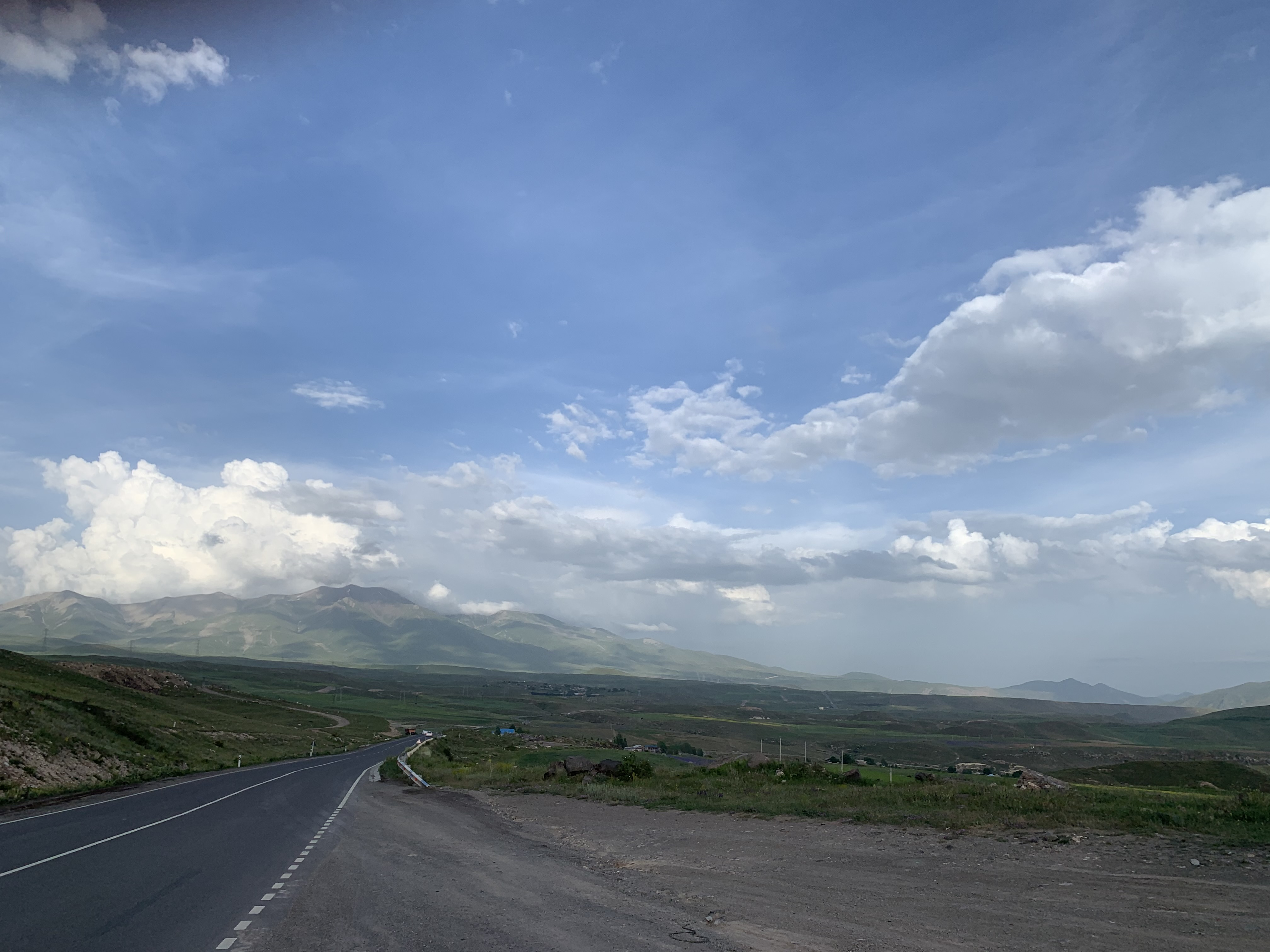
Участок между Ангехакотом и Сисианом
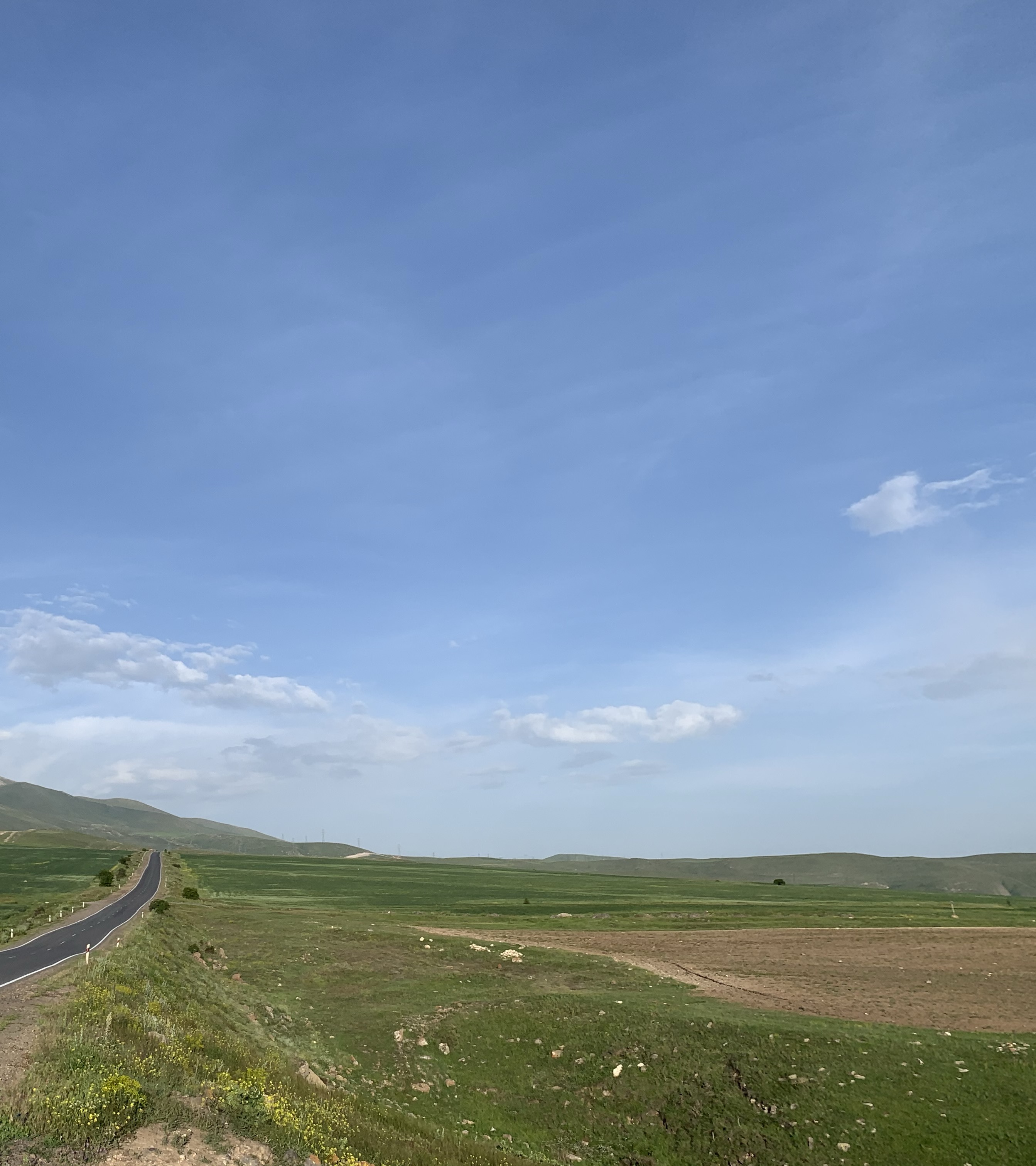
Участок между Сисианом и Горисом
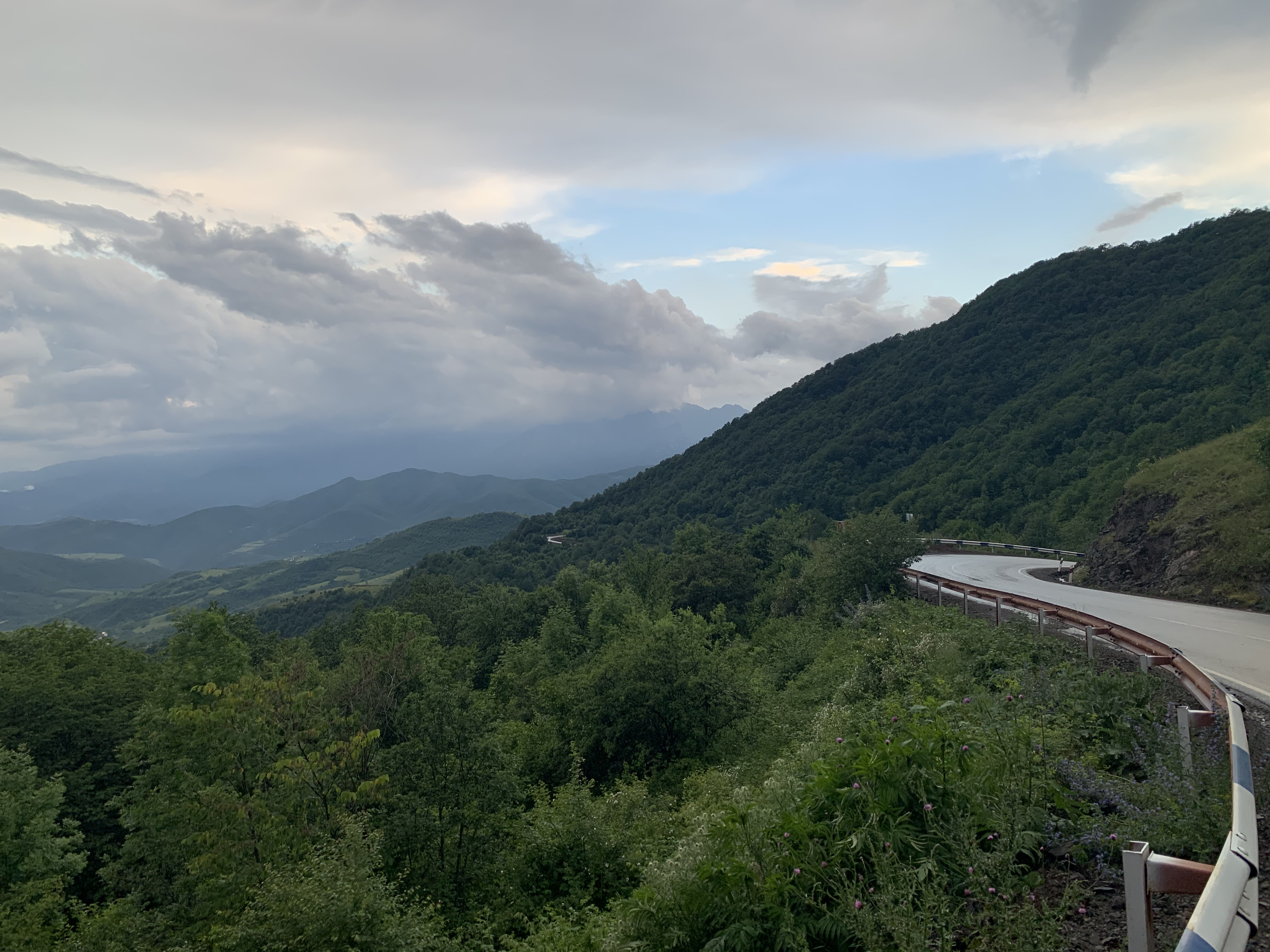
Участок между Горисом и Капаном
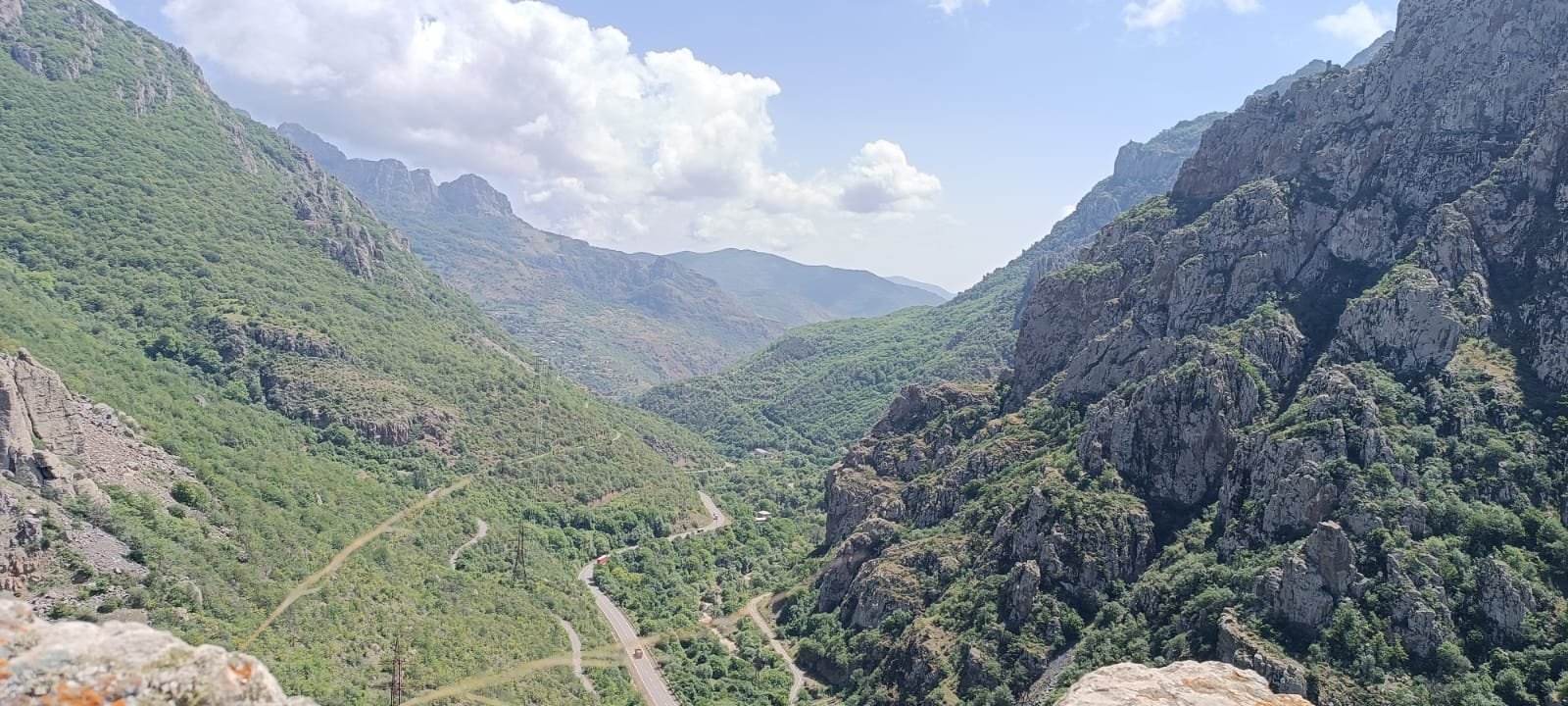
Трасса в районе крепости Багаберд (между Капаном и Каджараном)
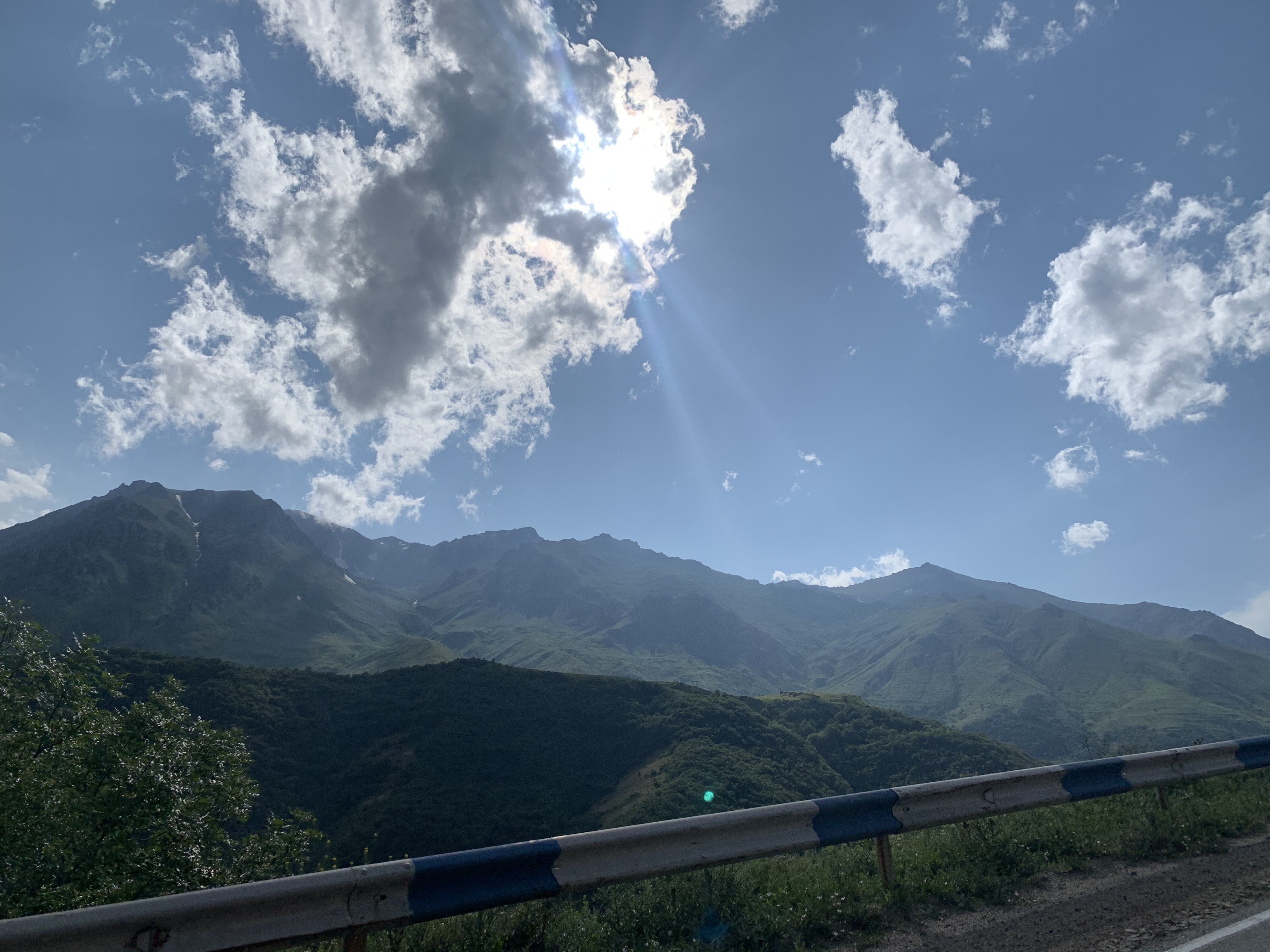
Трасса на участке между Каджараном и Таштуном
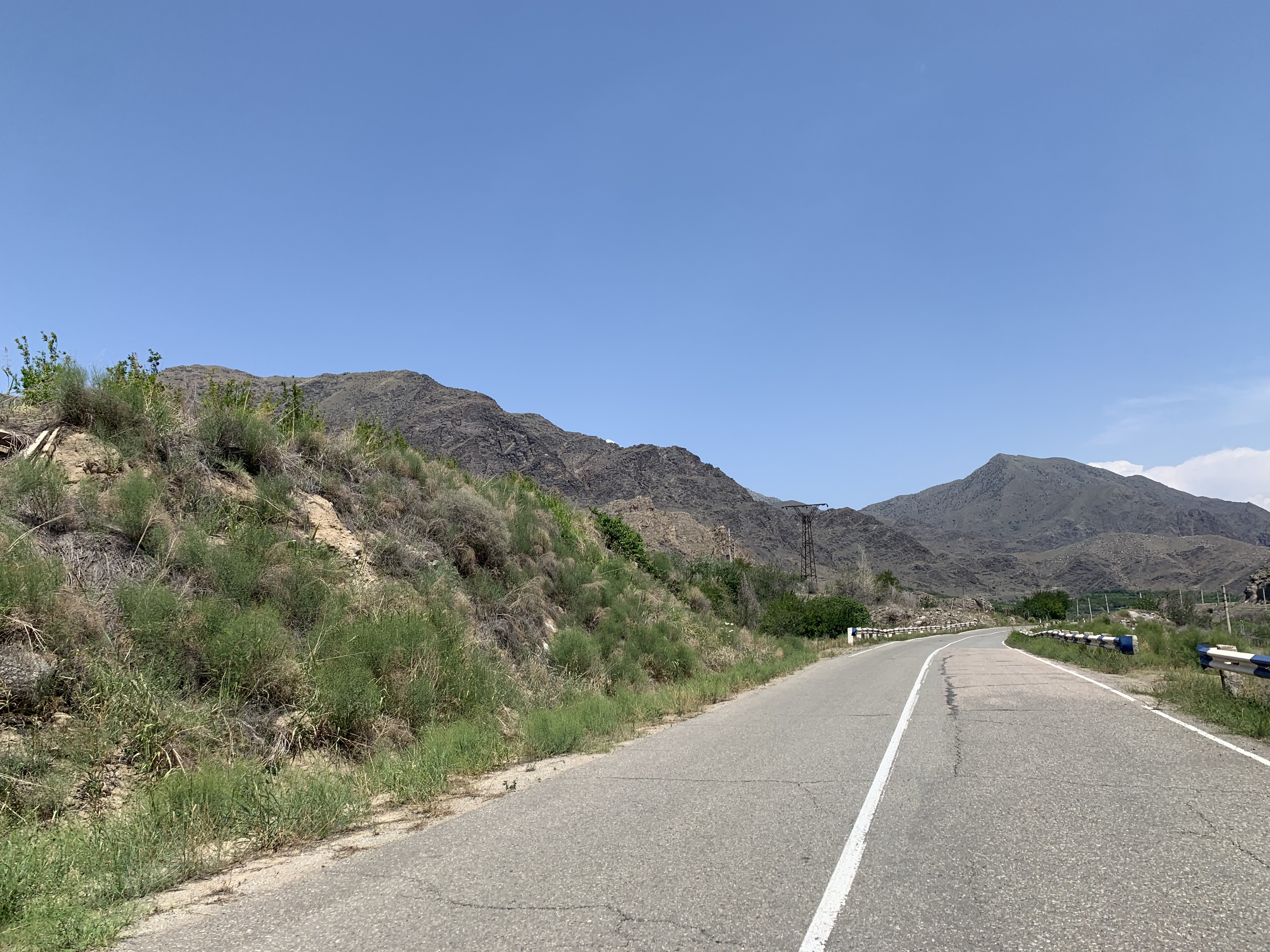
Трасса Е002. Участок Мегри-Нрнадзор

### Железная дорога
Железнодорожный транспорт не действует с 1992 года в связи с блокадой со стороны Азербайджана и Карабахским конфликтом. В области было две железные дороги: Ордубад—Агарак—Мегри—Миндживан и Капан—Зангелан—Миндживан. Обе ныне не действуют. Армения и Иран договорились о строительстве совместной железной дороги, которая при любом выбранном варианте строительства будет проходить через Сюникскую и Вайоцдзорскую области.
9 ноября 2020 года главы Азербайджана, Армении и России подписали трёхстороннее заявление о прекращении огня в Нагорном Карабахе. Согласно 9-му пункту заявления, «Республика Армения гарантирует безопасность транспортного сообщения между западными районами Азербайджанской Республики и Нахичеванской Автономной Республикой с целью организации беспрепятственного движения граждан, транспортных средств и грузов в обоих направлениях». В качестве такого транспортного сообщения рассматривается транспортный коридор вдоль южной границы Армении с Ираном.

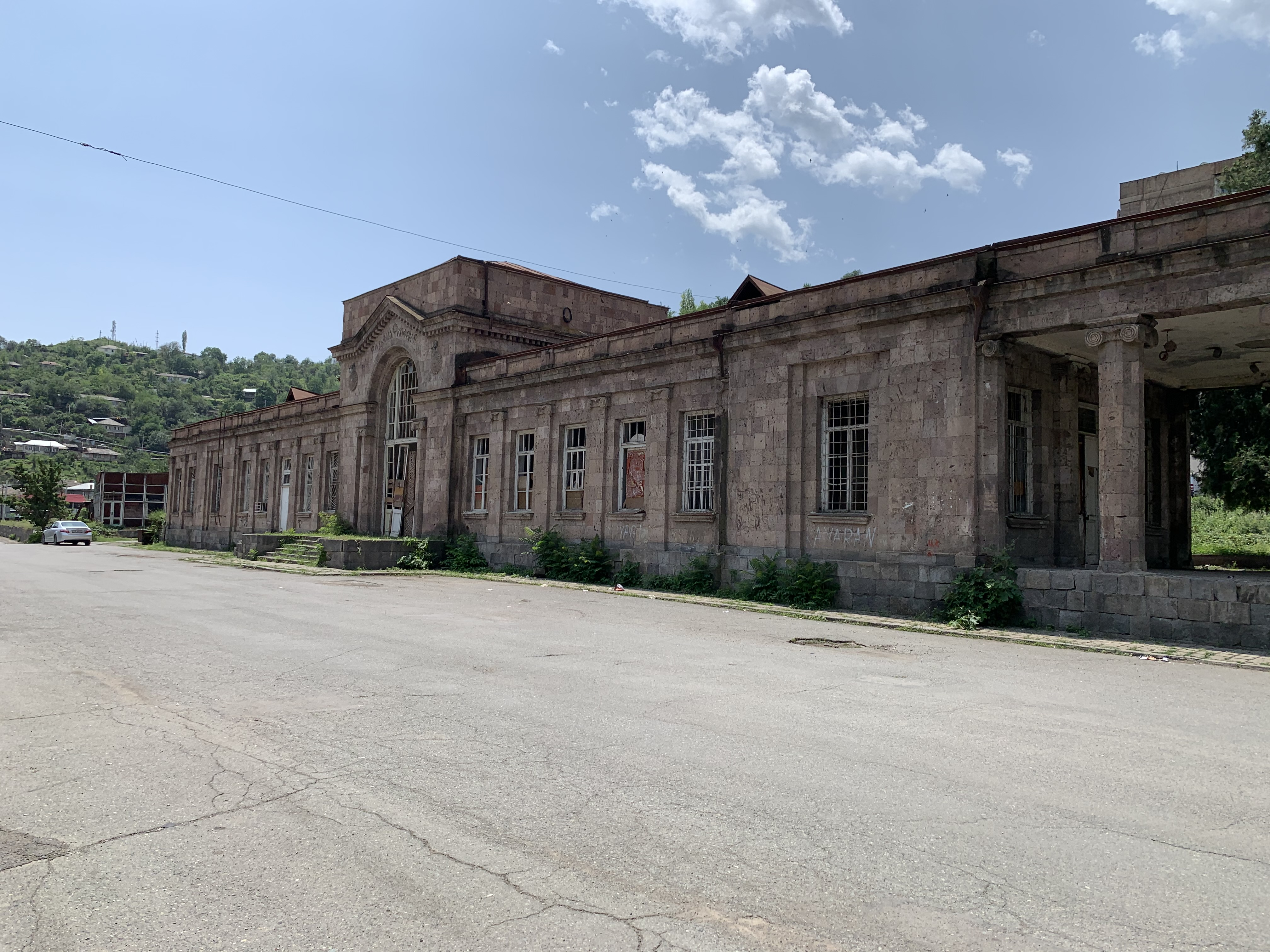
Недействующая станция Капан
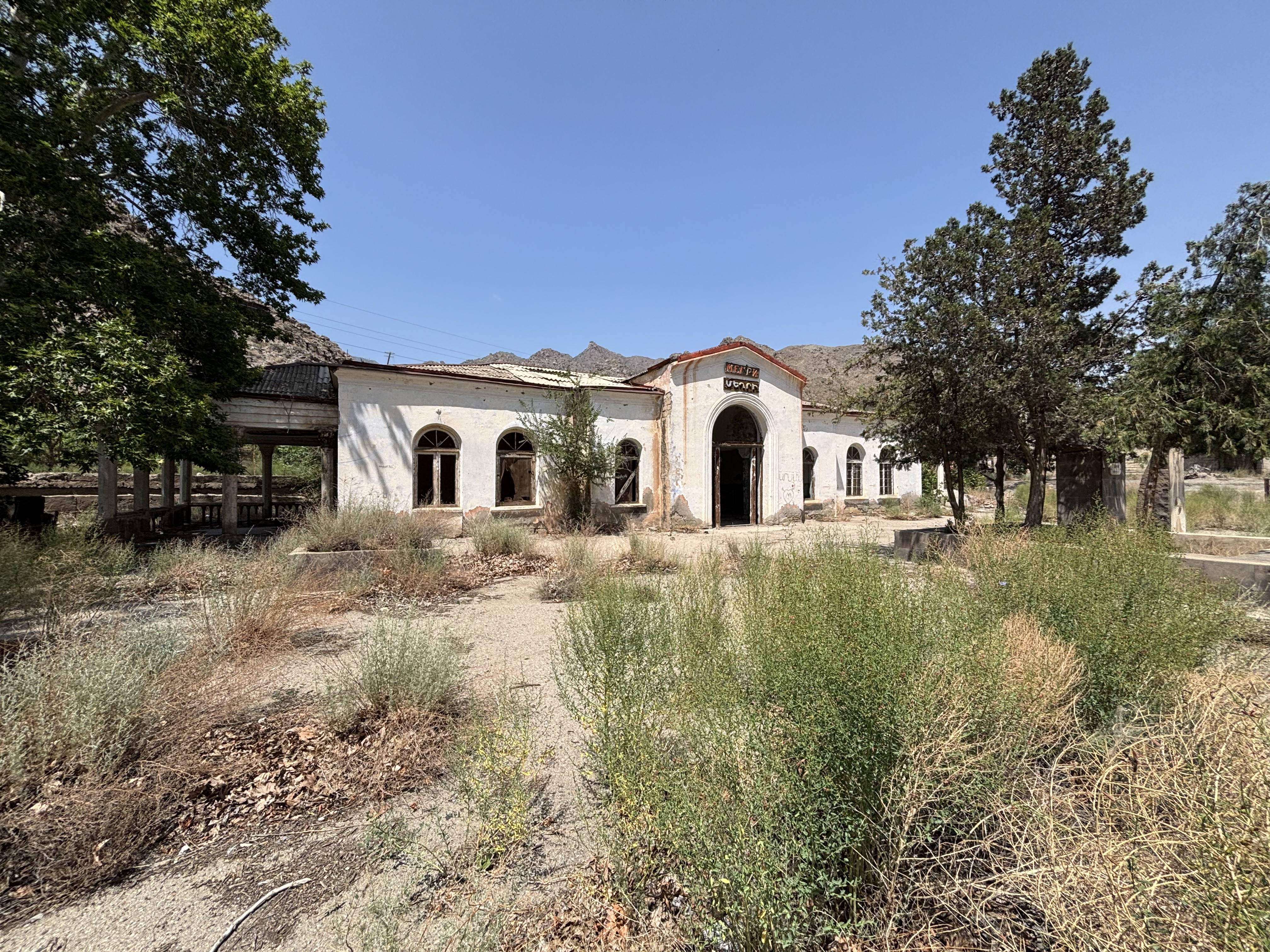
Недействующая станция Мегри
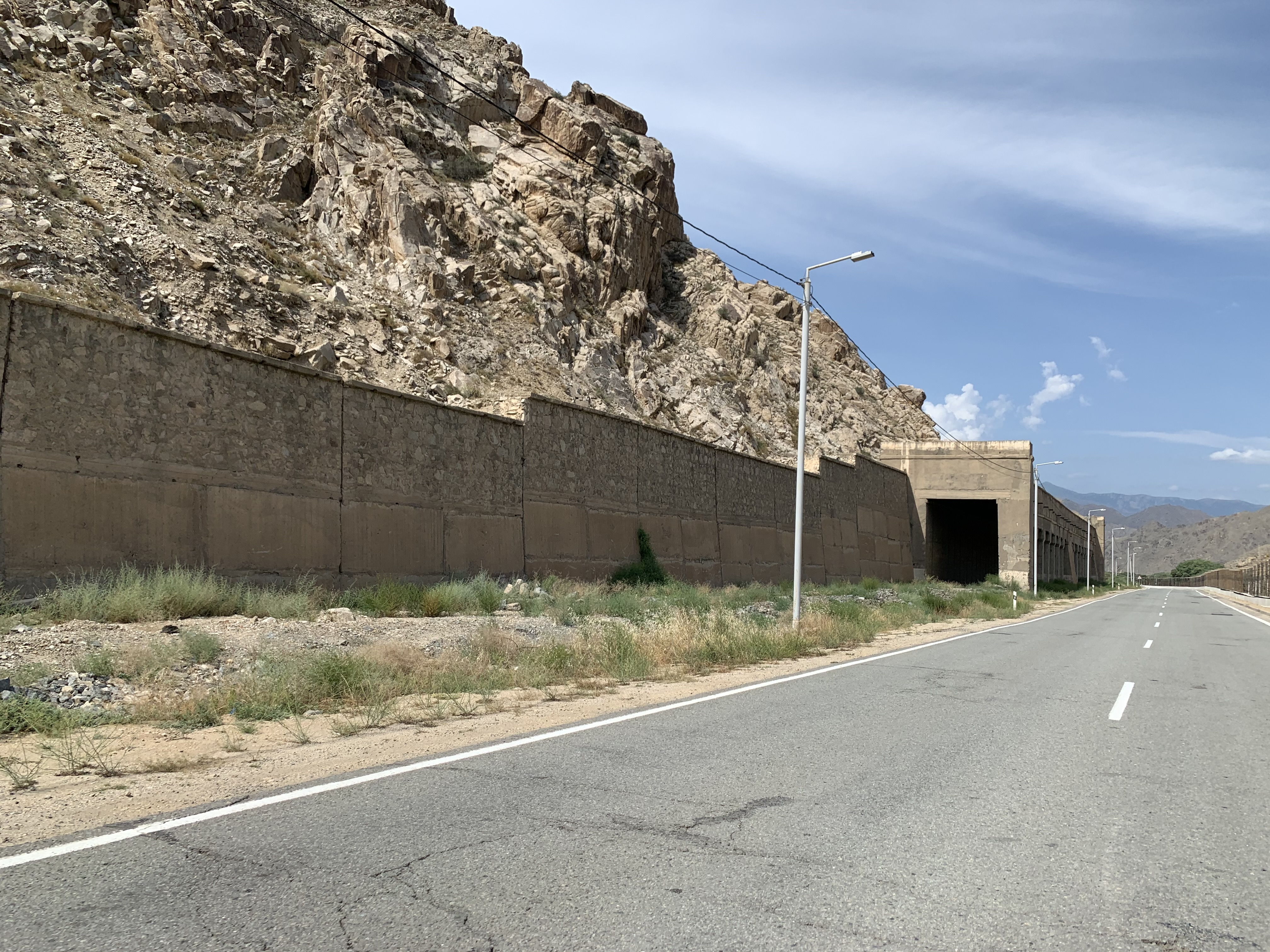
Участок Мегри-Агарак и недействующая железнодорожная ветка
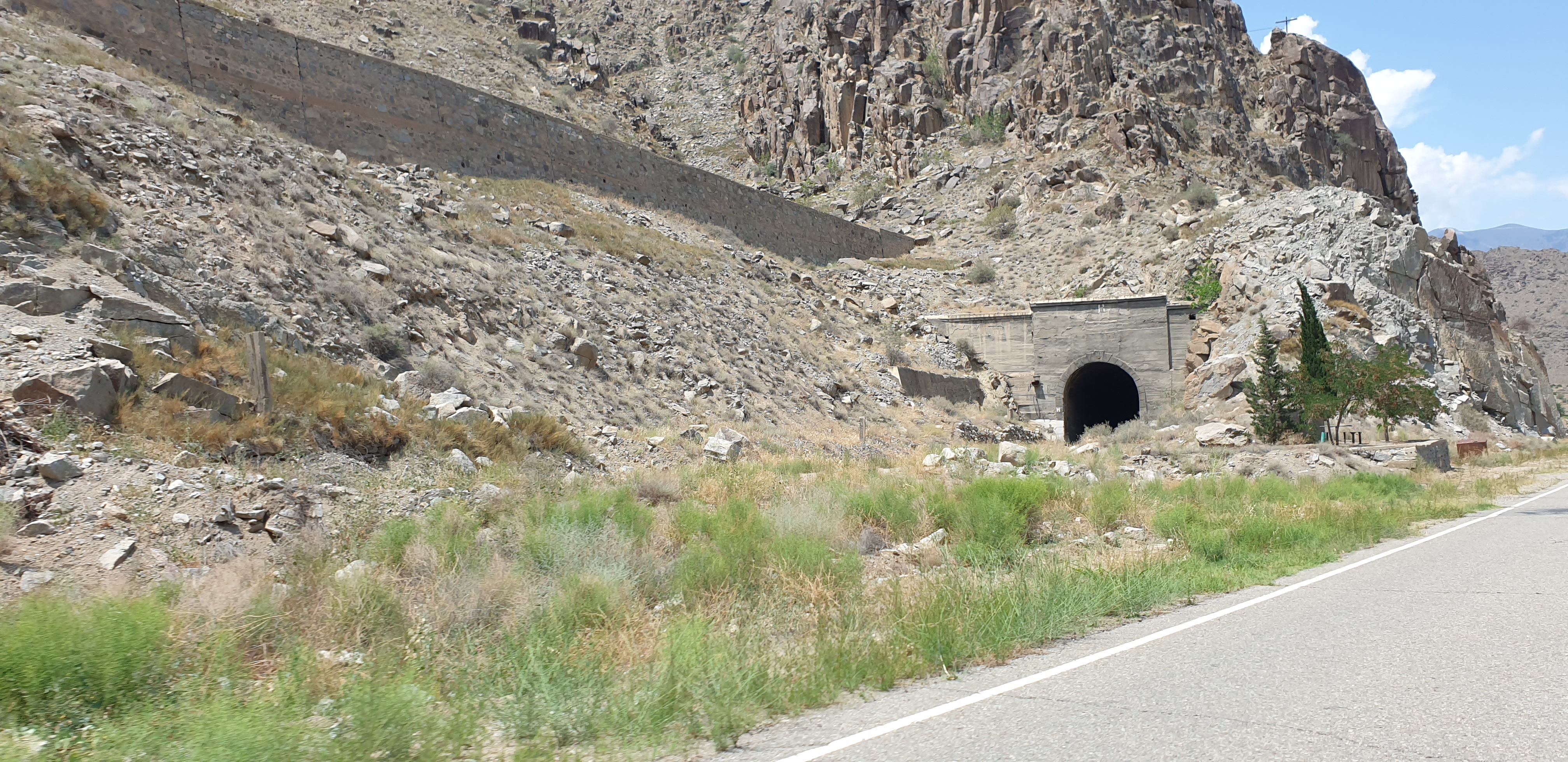
Один из тоннелей на недействующем участке Мегри-Миндживан

### Авиатранспорт
В регионе имеется 4 аэропорта и аэродрома (в Сисиане, Горисе, Капане и один в районе Мегри и Агарака), которые на постоянной основе не используются. Реконструкция аэропорта, расположенного в 5 км к югу от Гориса, по некоторым данным, должна была завершиться к 2016 году.

### Канатная дорога
На территории Сюникской области между селом Алидзор и монастырём Татев в октябре 2010 года была открыта самая длинная в мире канатная дорога «Крылья Татева» .

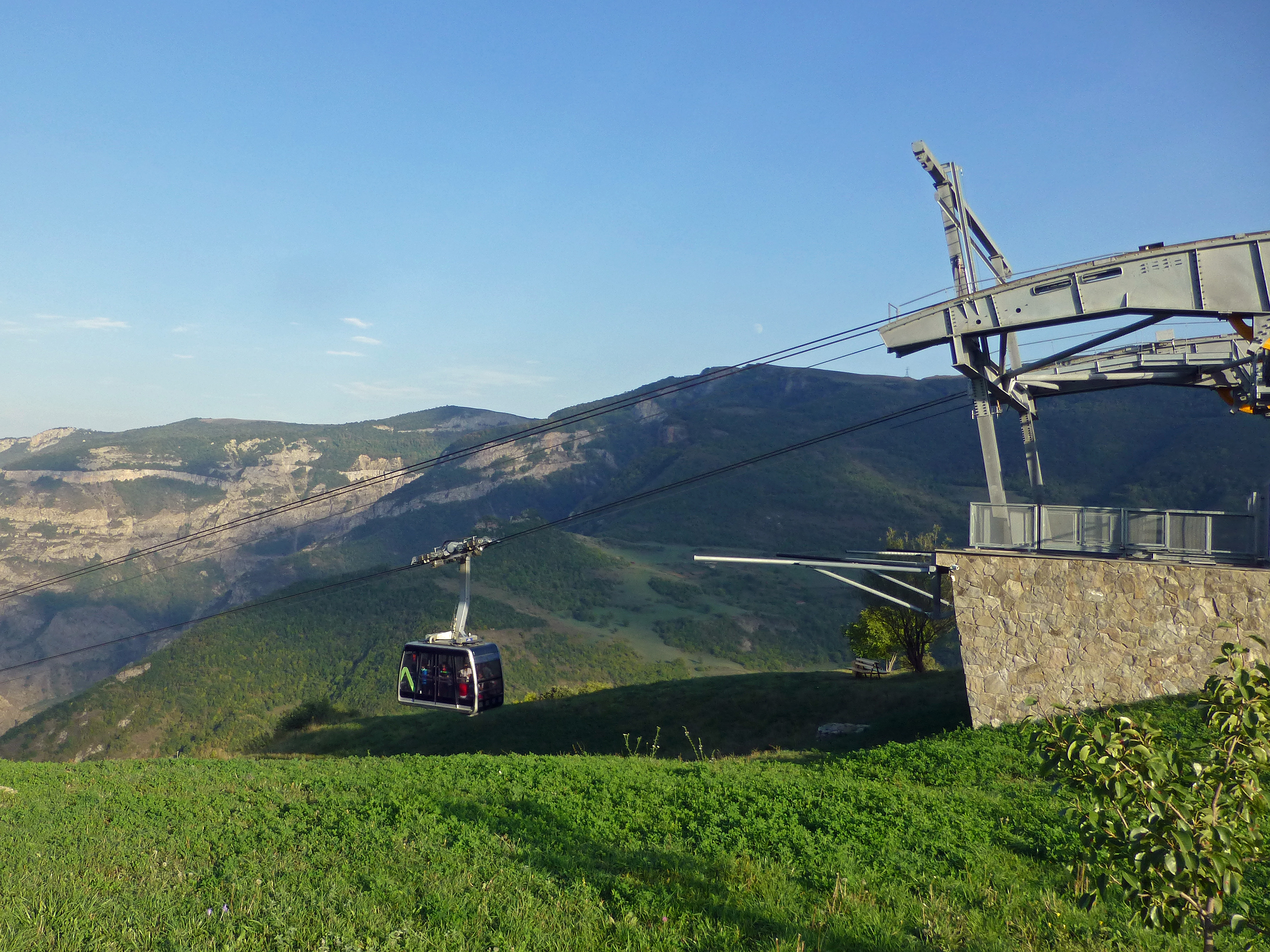
Канатная дорога «Крылья Татева», длиннейшая в мире

## Губернаторы[12]
- Сурен Абрамян (1995—1998)
- Роман Навасардян (1998—2000)
- Эдик Барсегян (2000—2004)
- Сурен Хачатрян (2004—2013, 2014—2016)
- Ваге Максимович Акопян (2013—2014)
- Ваге Альбертович Акопян (2016—2018)
- Карен Амбарцумян (2018)
- Унан Погосян (с 2018)

## Галерея

### Природа и достопримечательности

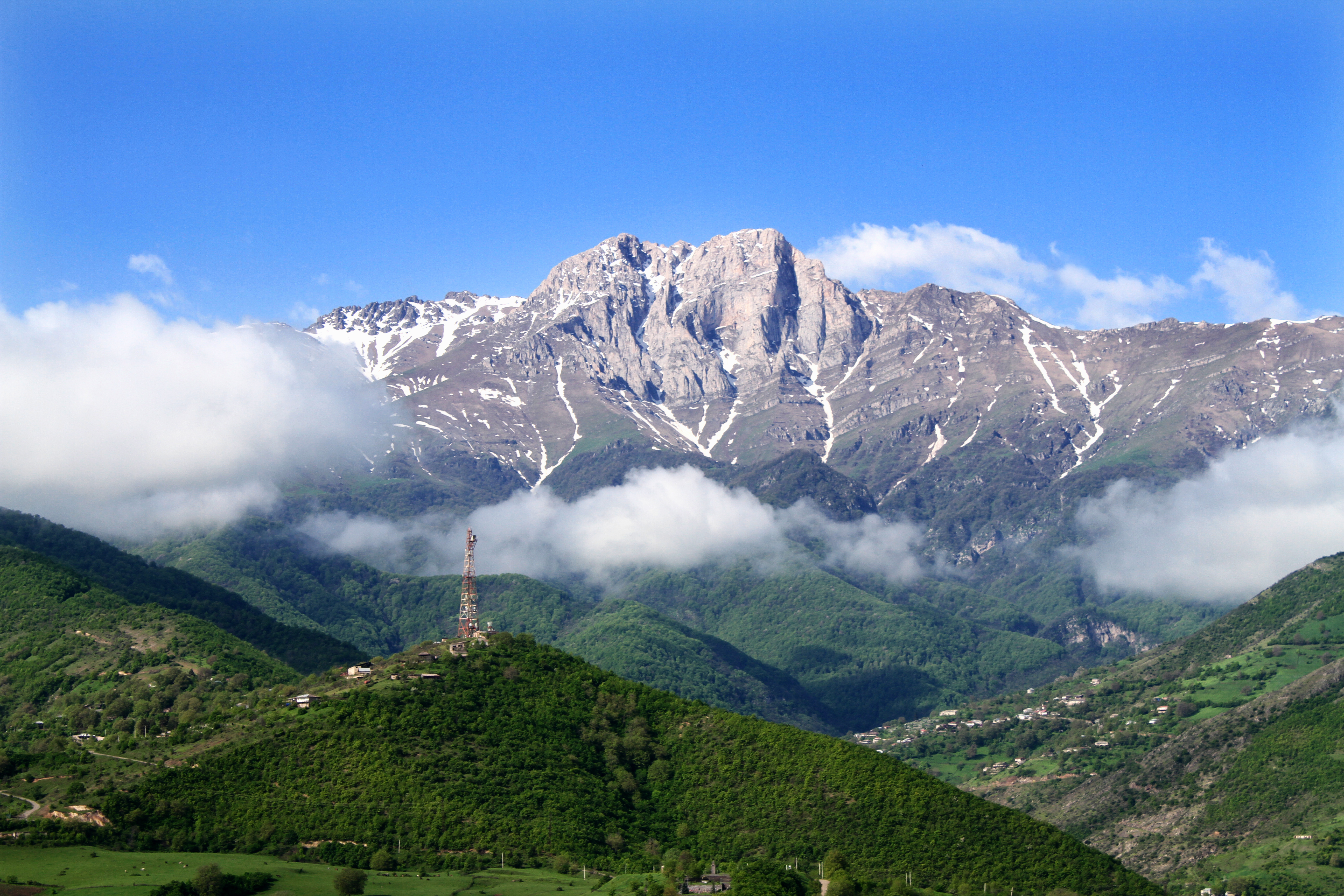
Гора Хуступ

Панорама в районе крепости Багаберд

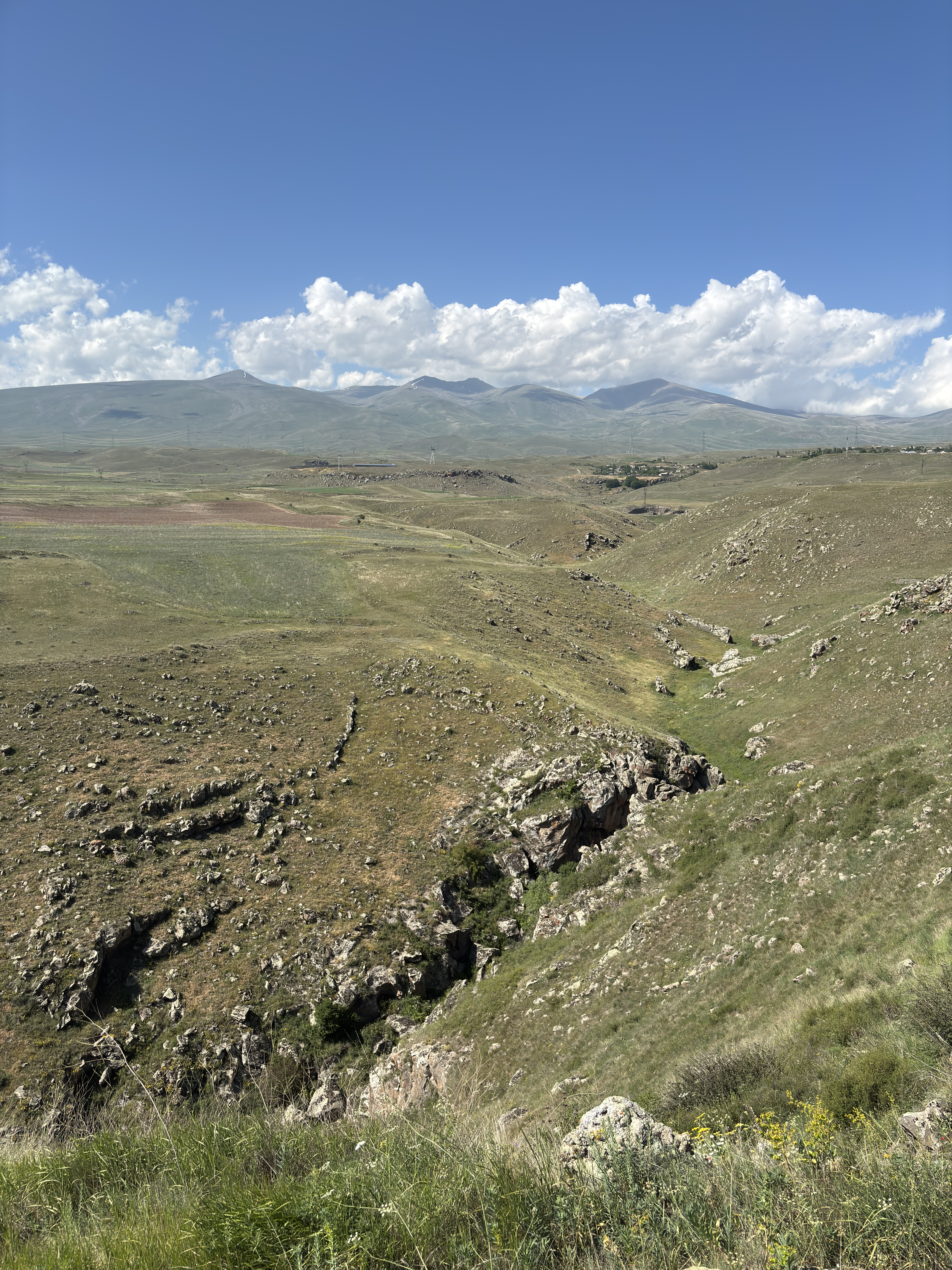
Пейзажи Сюника в районе Зорац Карер
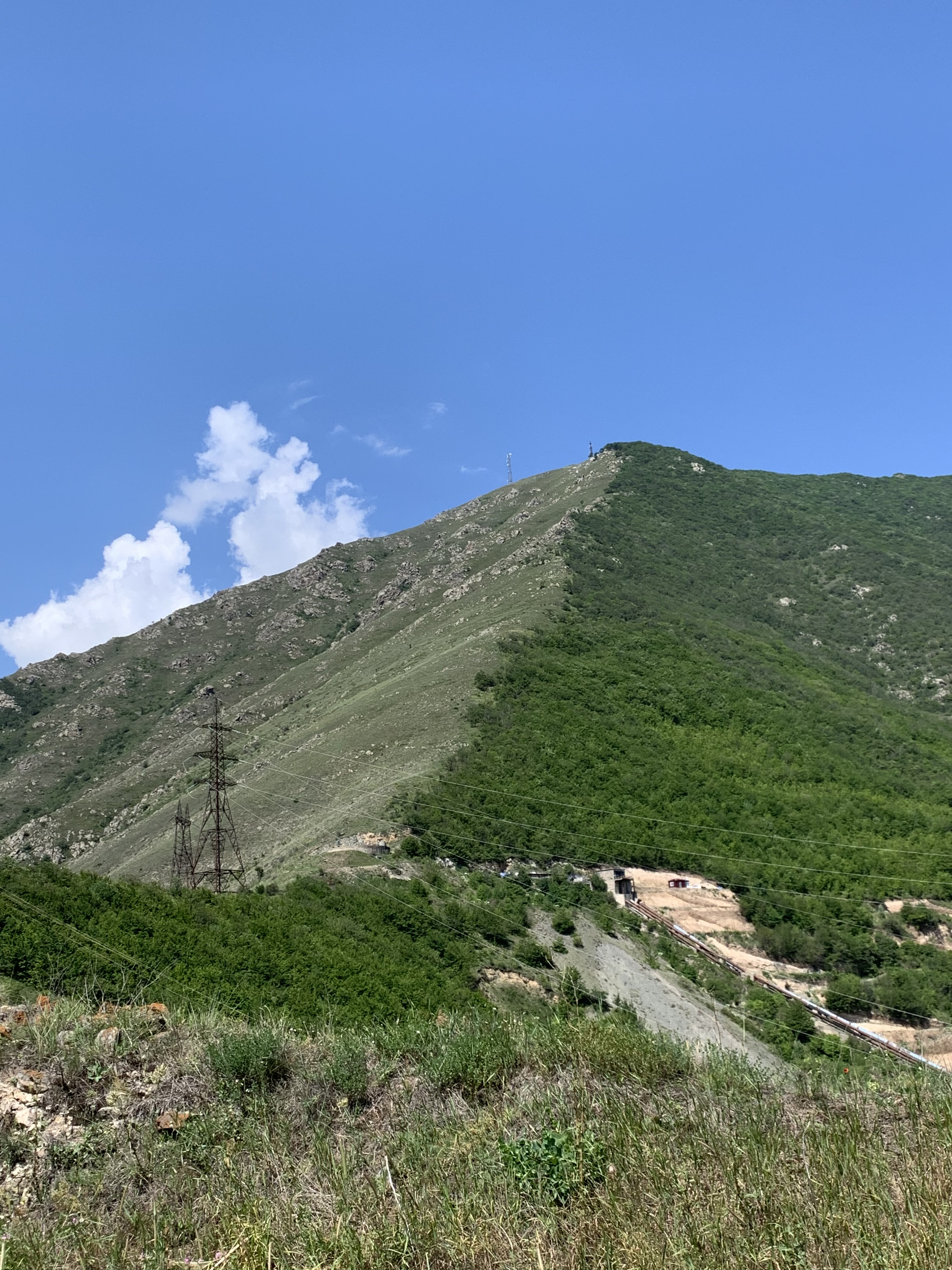
В районе крепости Багаберд
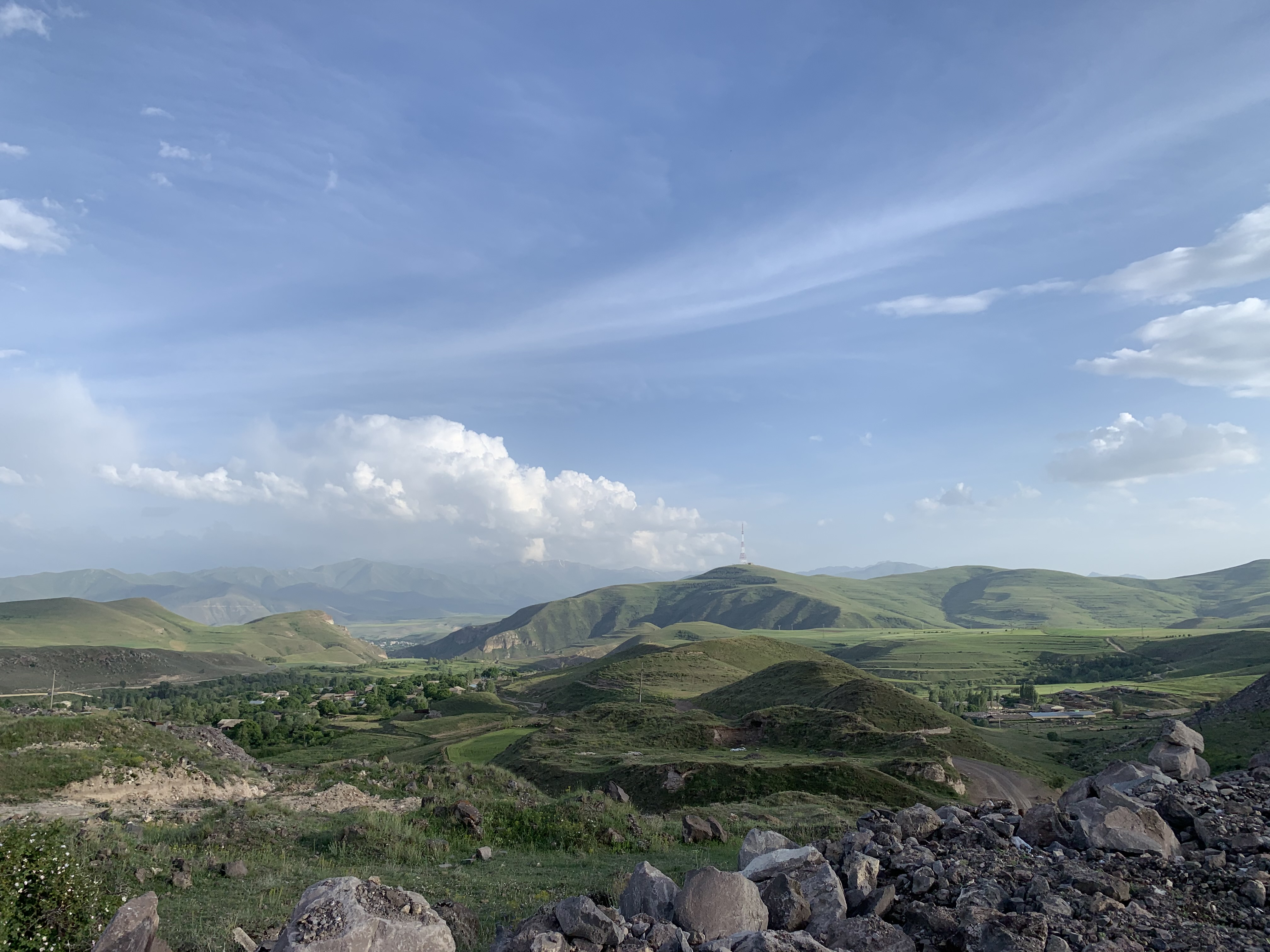
Пейзажи Сюника
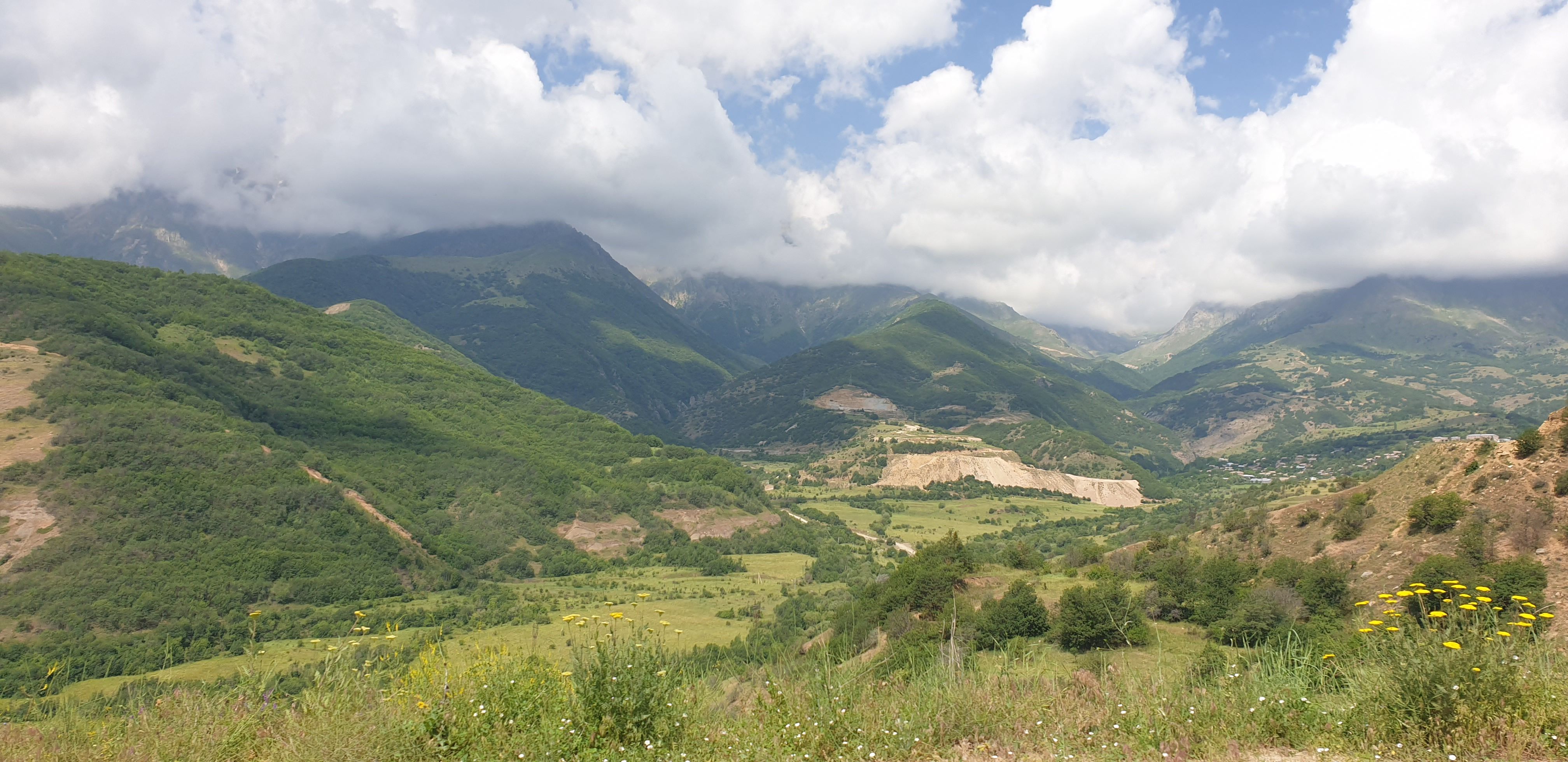
Национальный парк Аревик
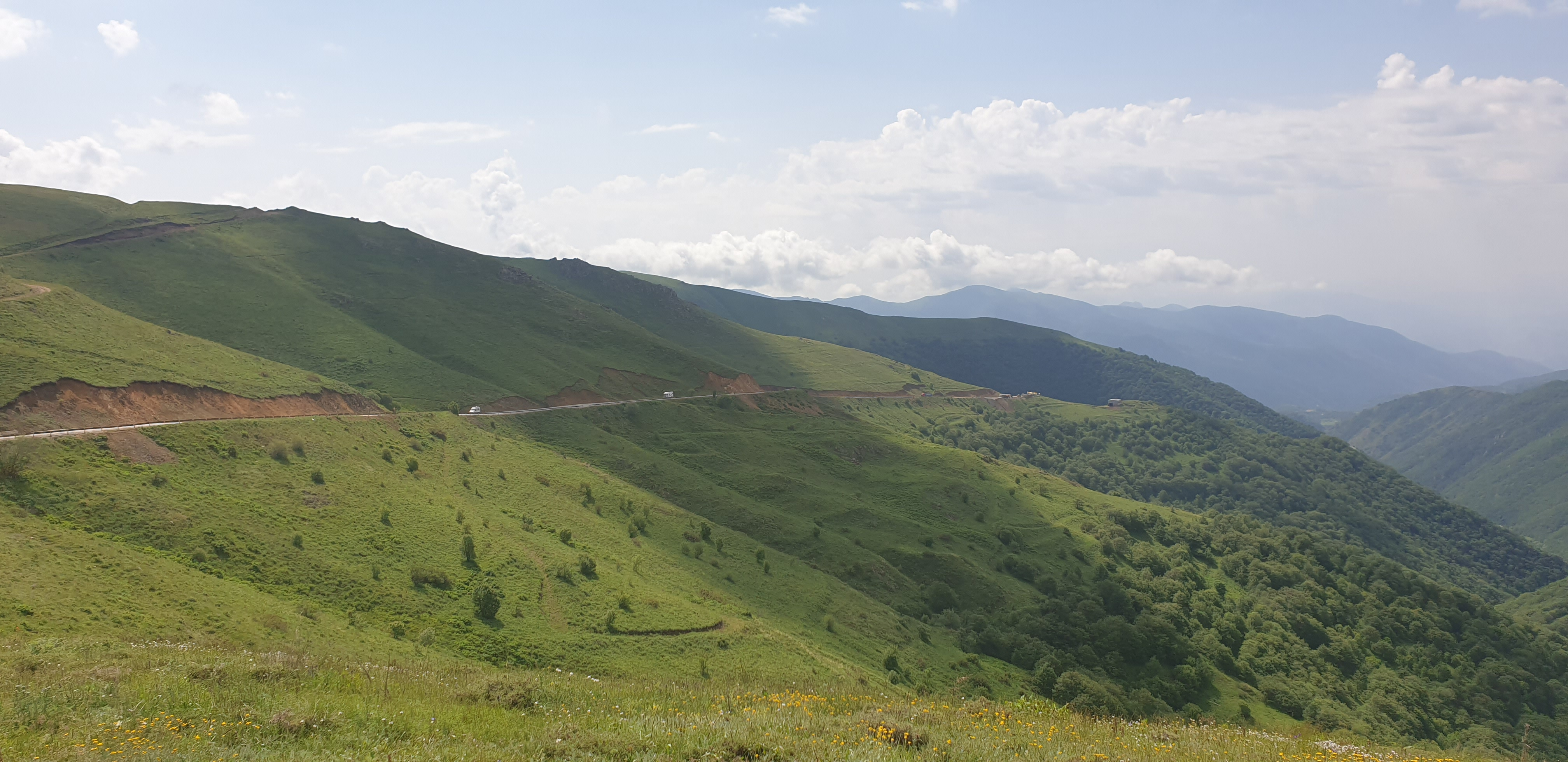
Участок трассы Север-юг. Национальный парк Аревик.
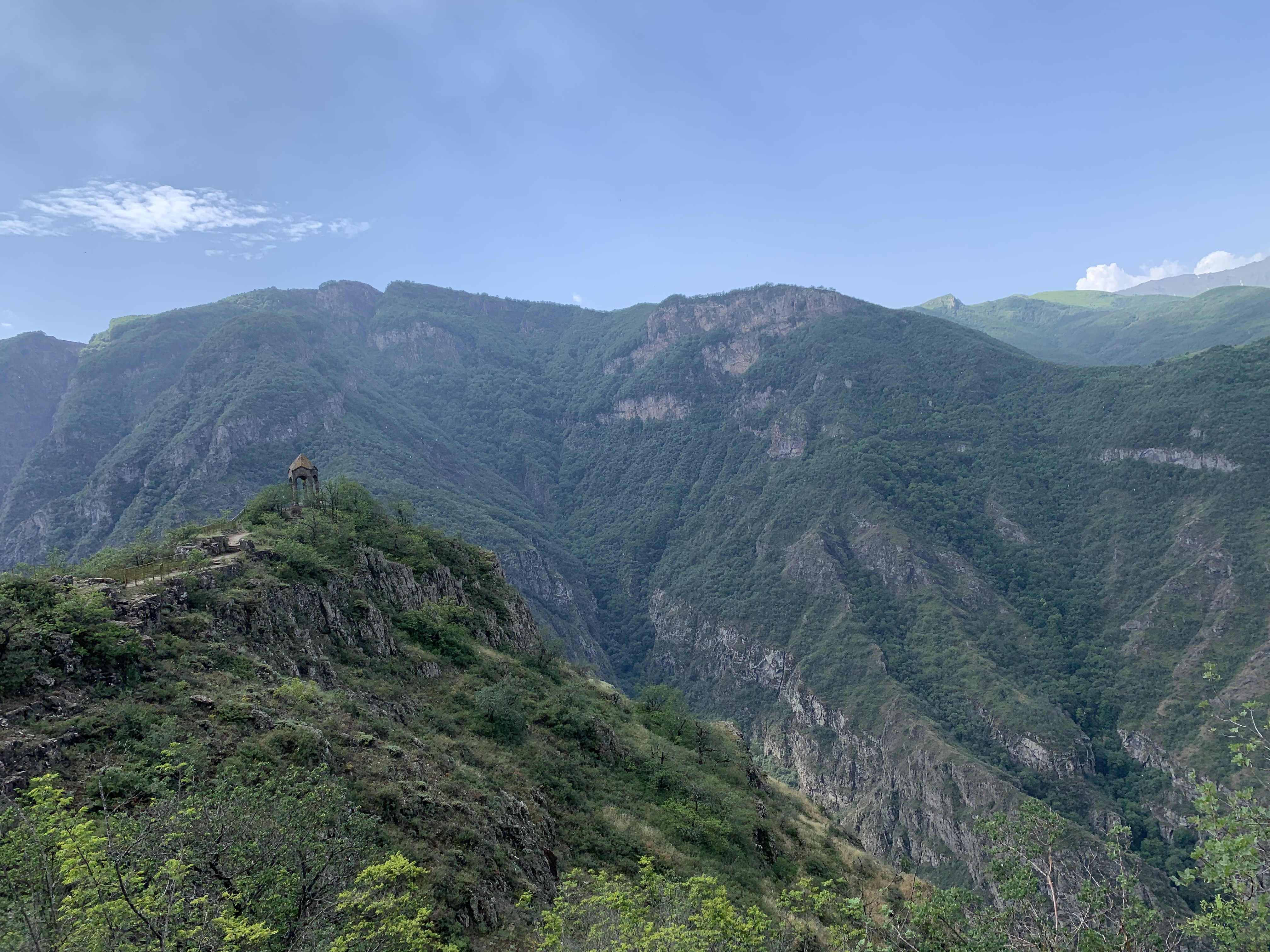
Колокол Арснадзора
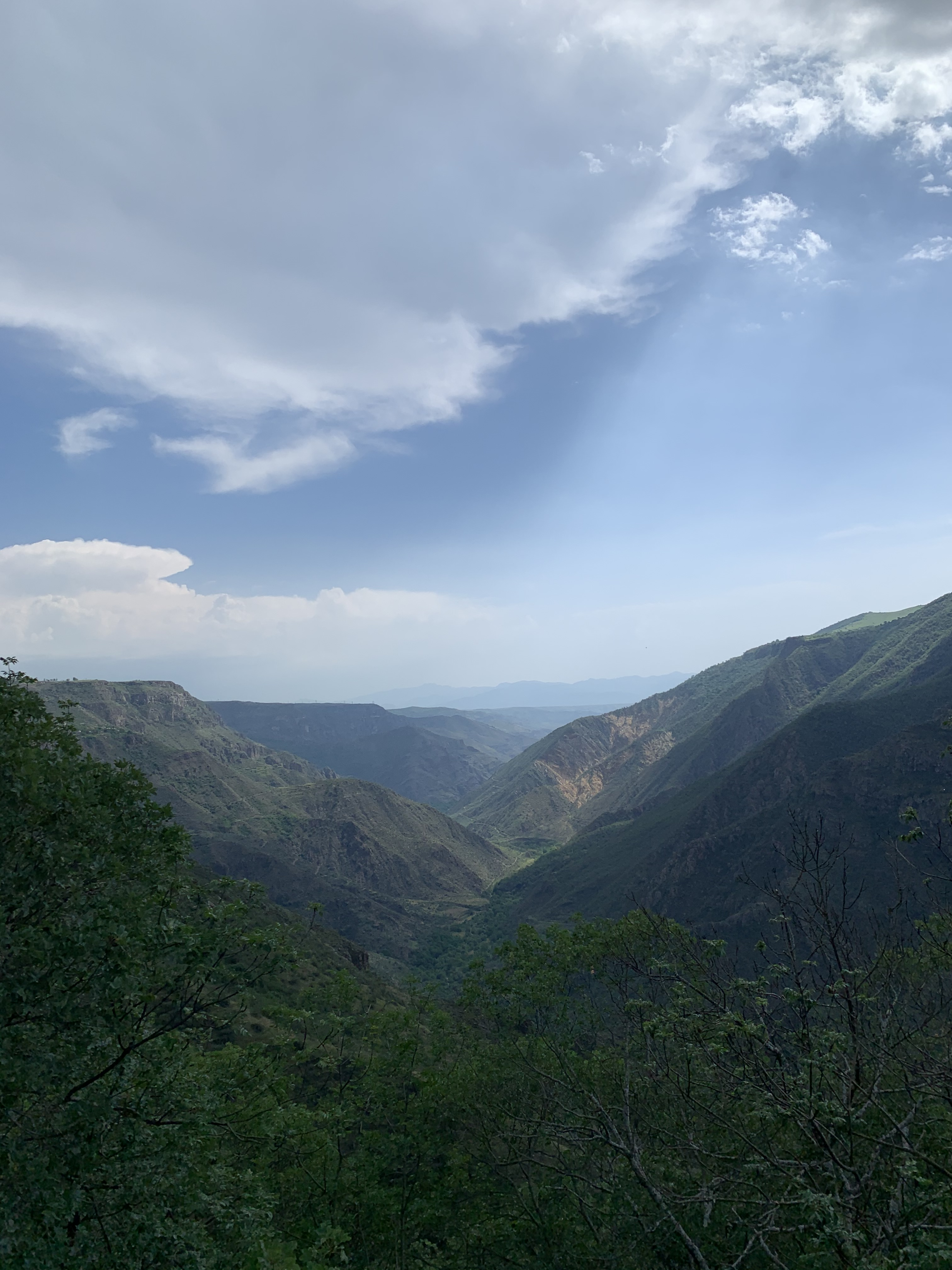
Горные пейзажи
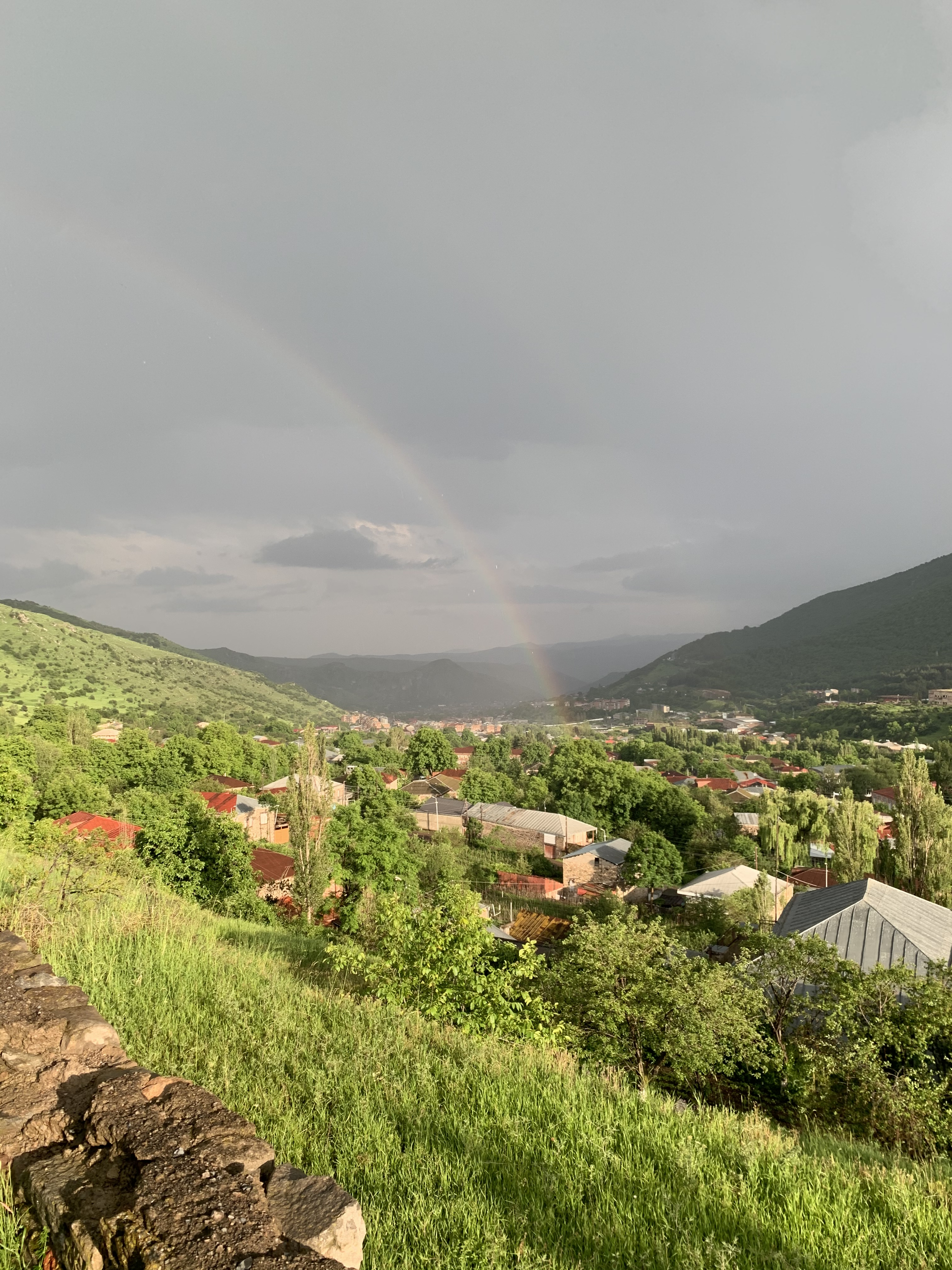
Радуга в Веришене
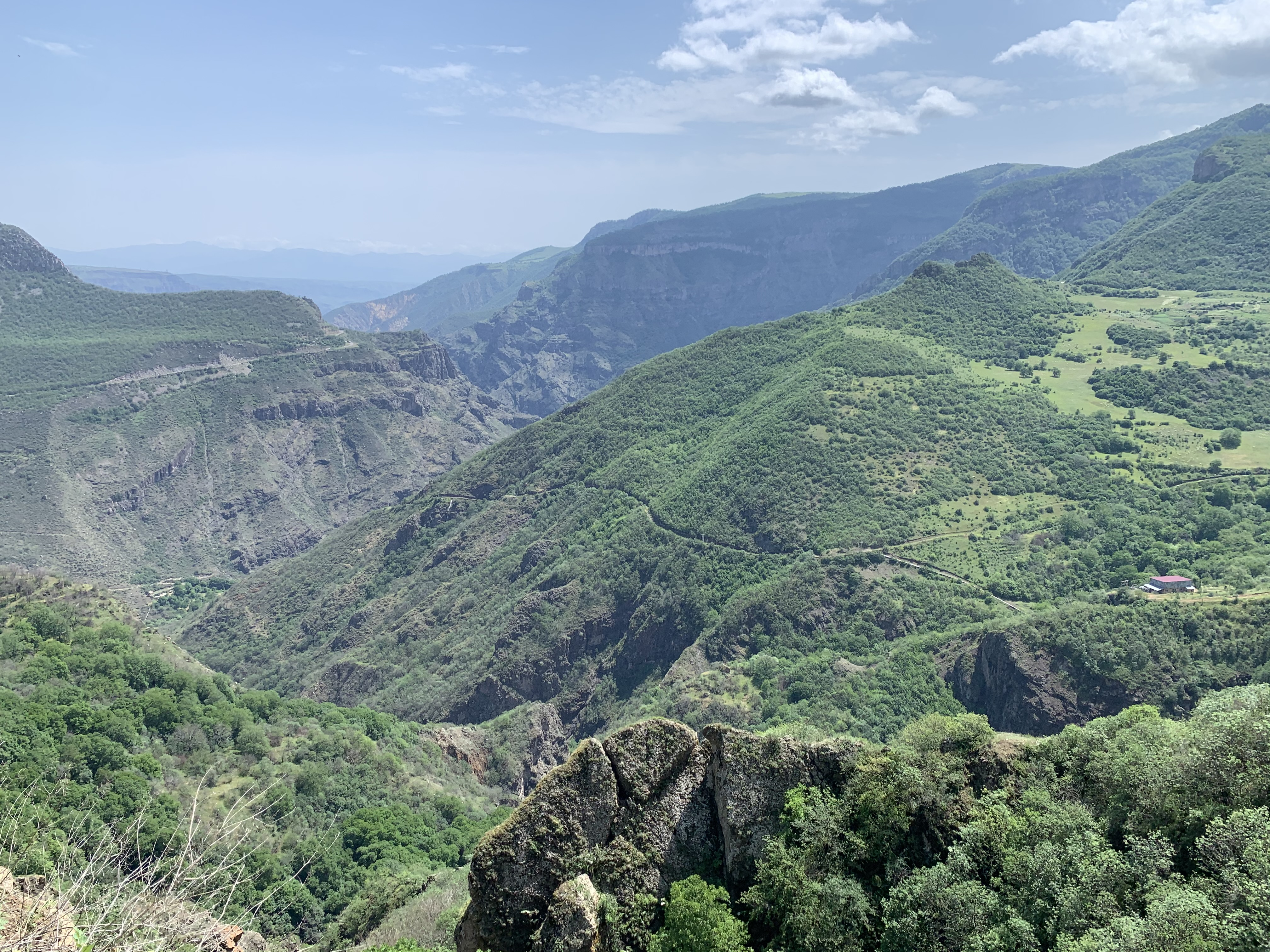
Пейзаж в районе Татевского монастыря
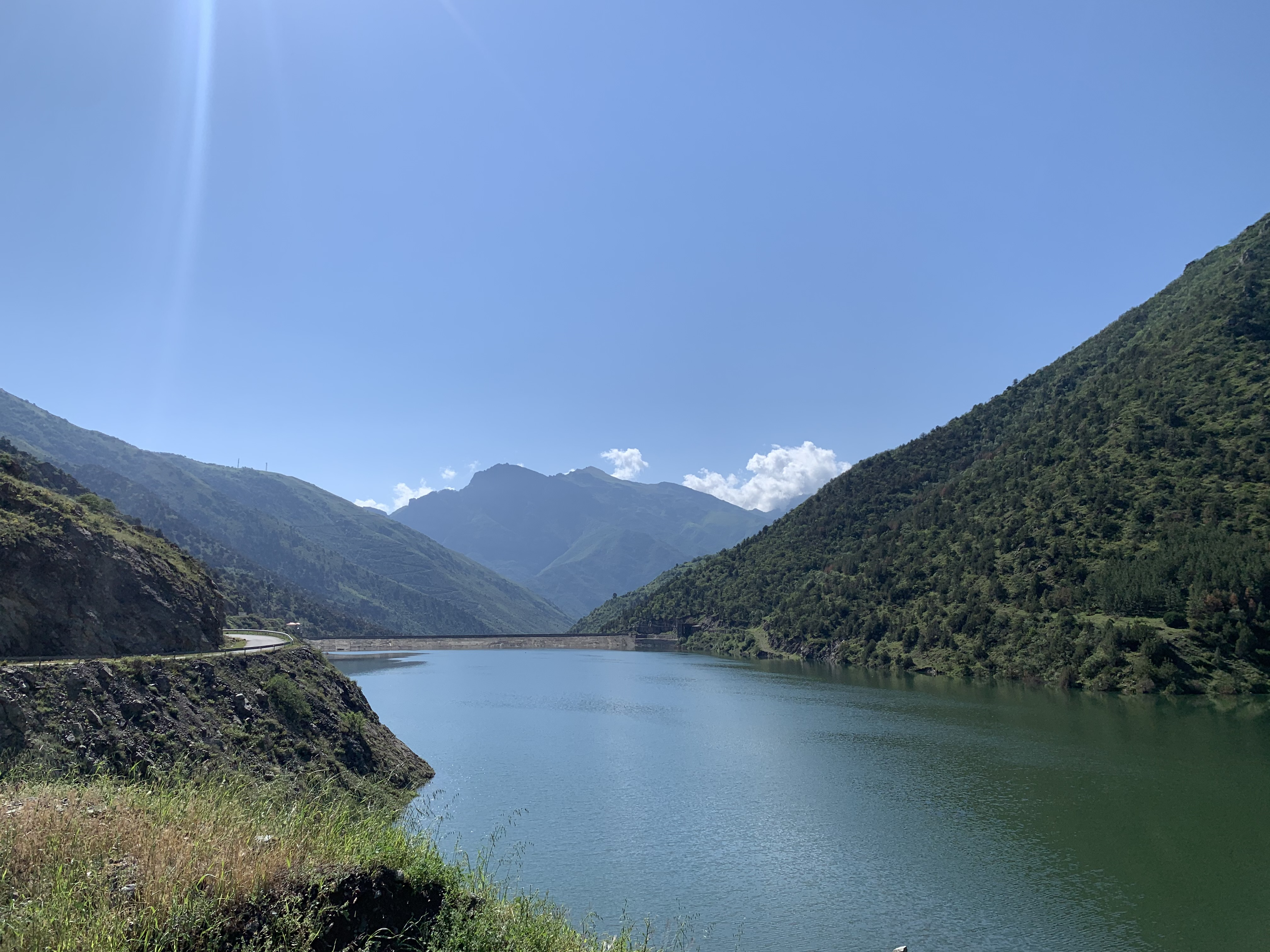
Гехское водохранилище
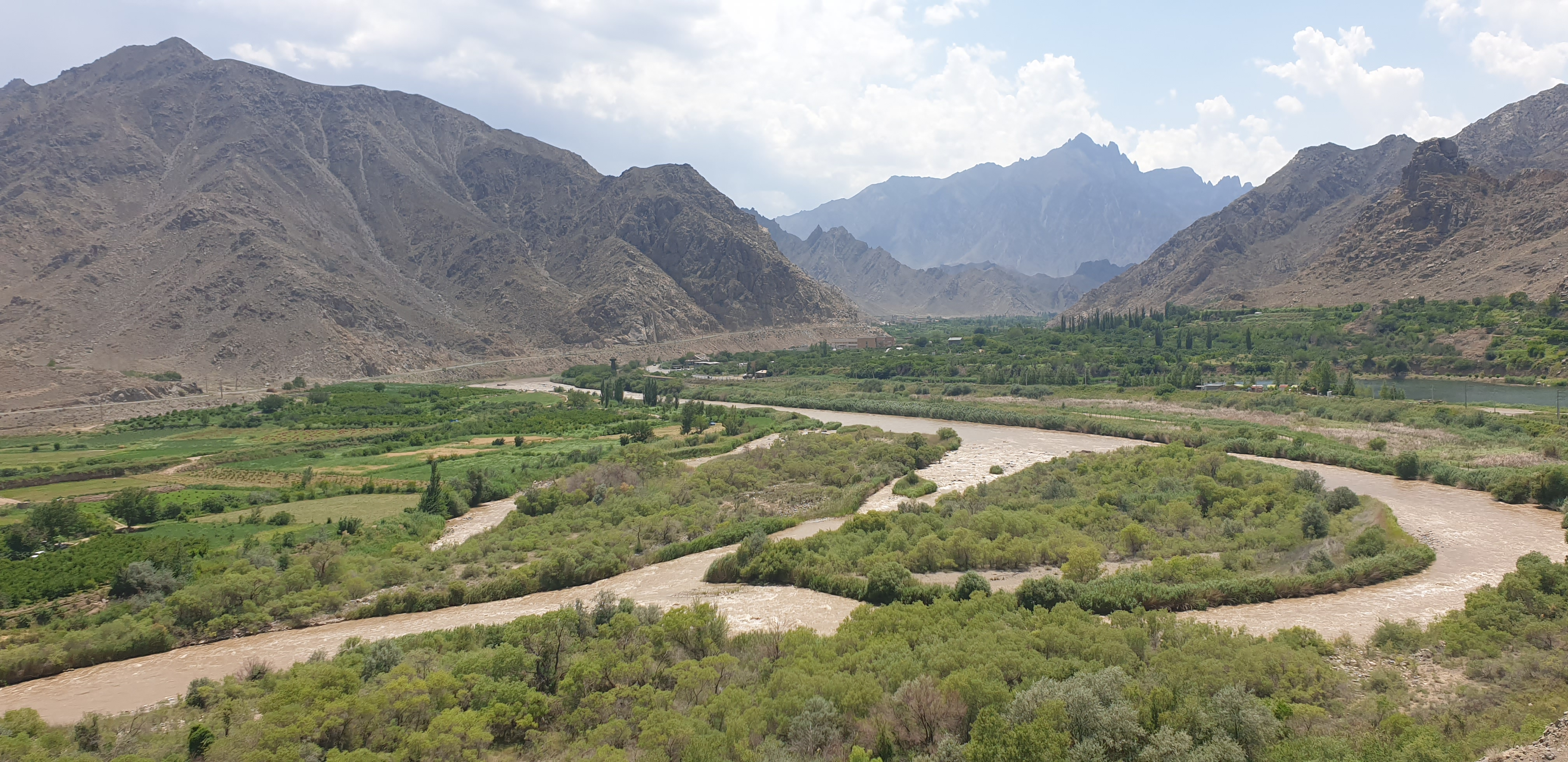
Армяно-Иранская граница

### Достопримечательности

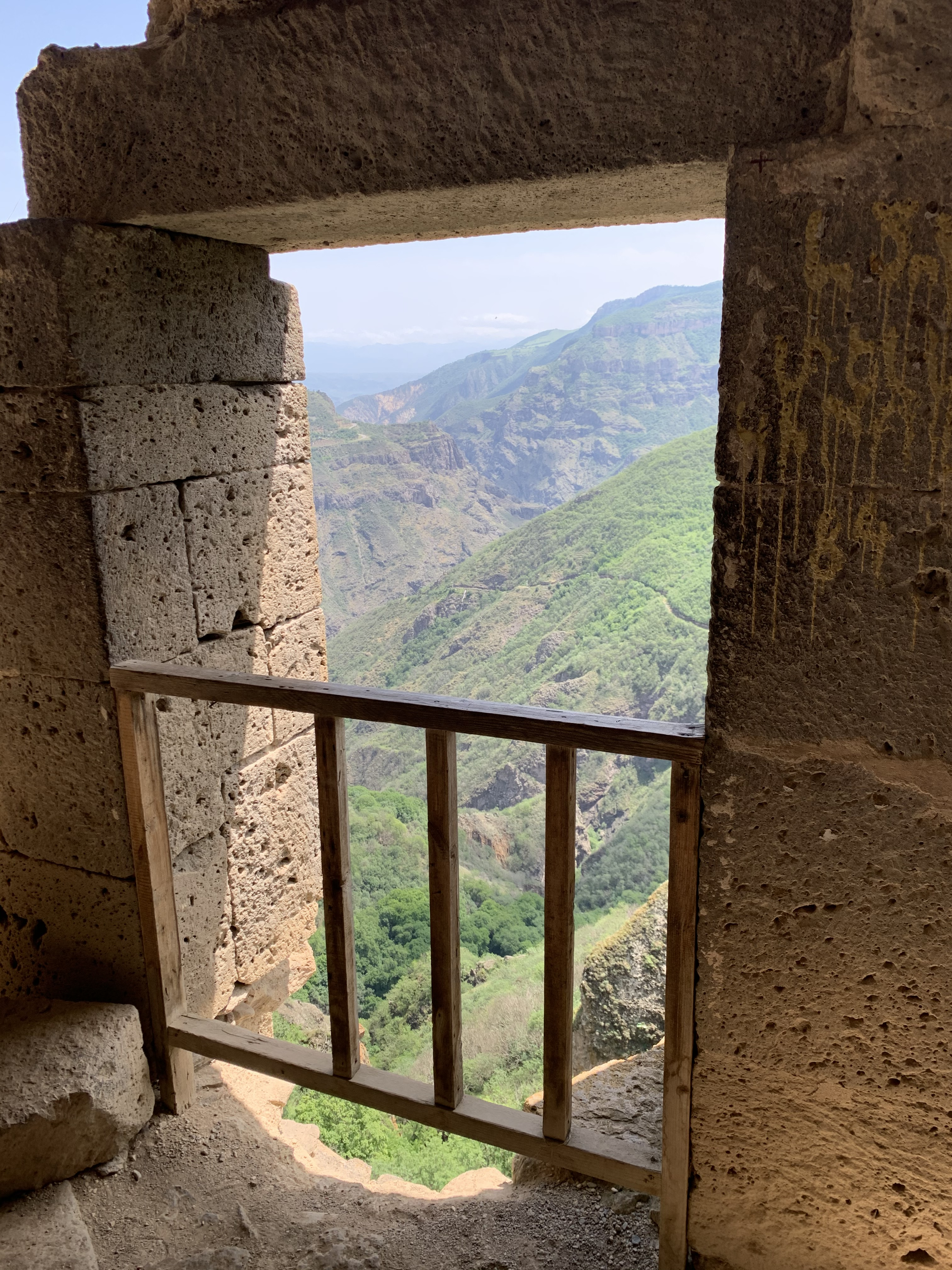
Пейзажи в районе Татевского монастыря
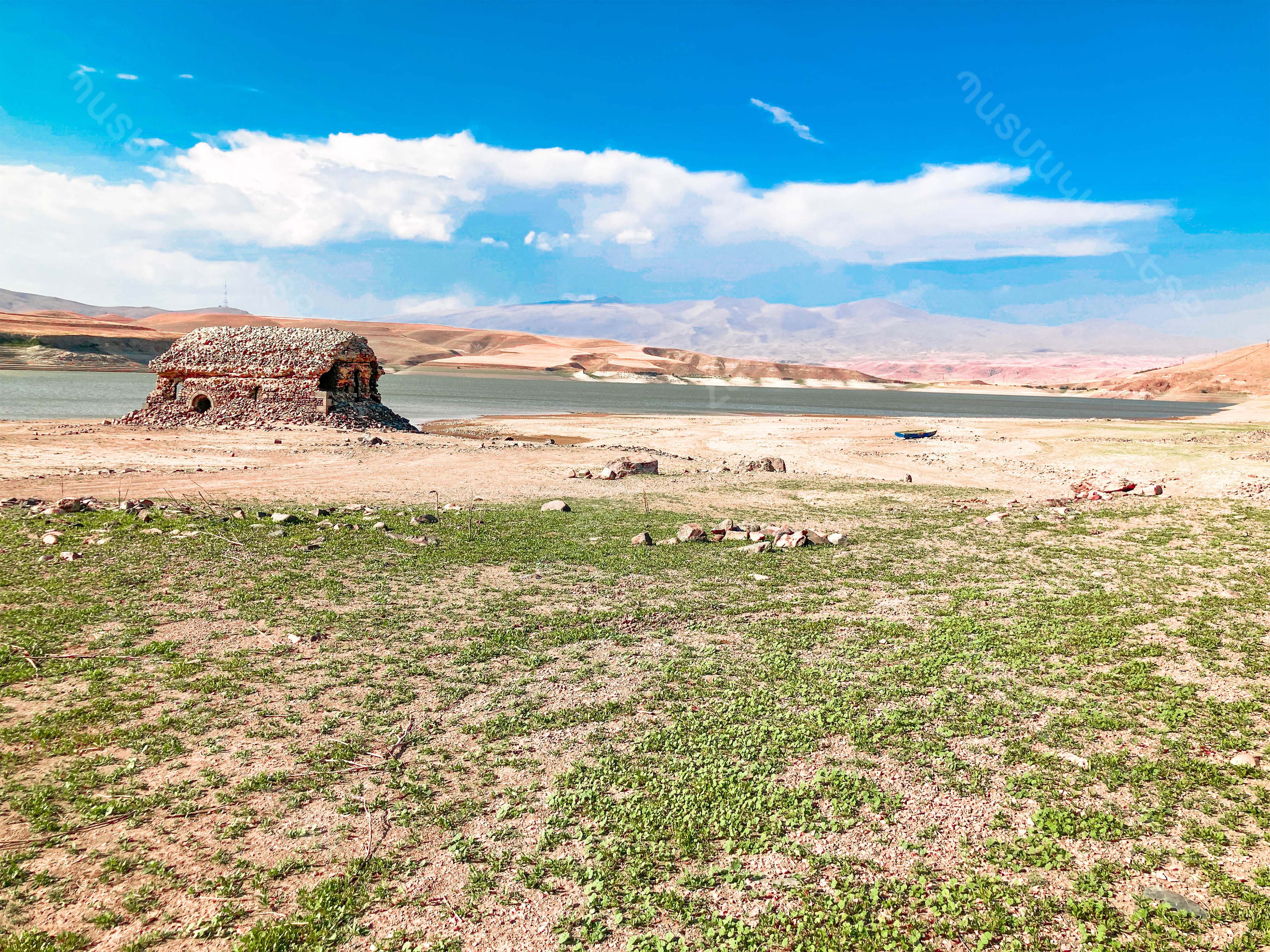
Останки Церкви Святой Рипсиме близ села Толорс
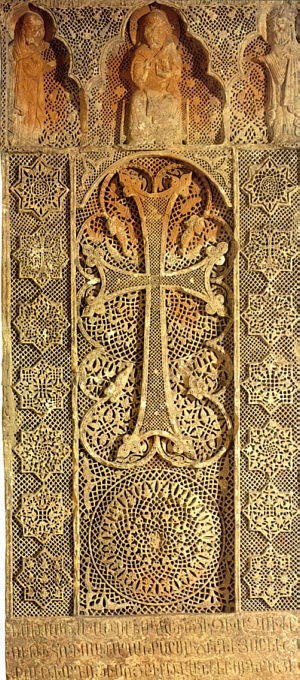
Хачкар армянского архитектора Момика, 1306 год
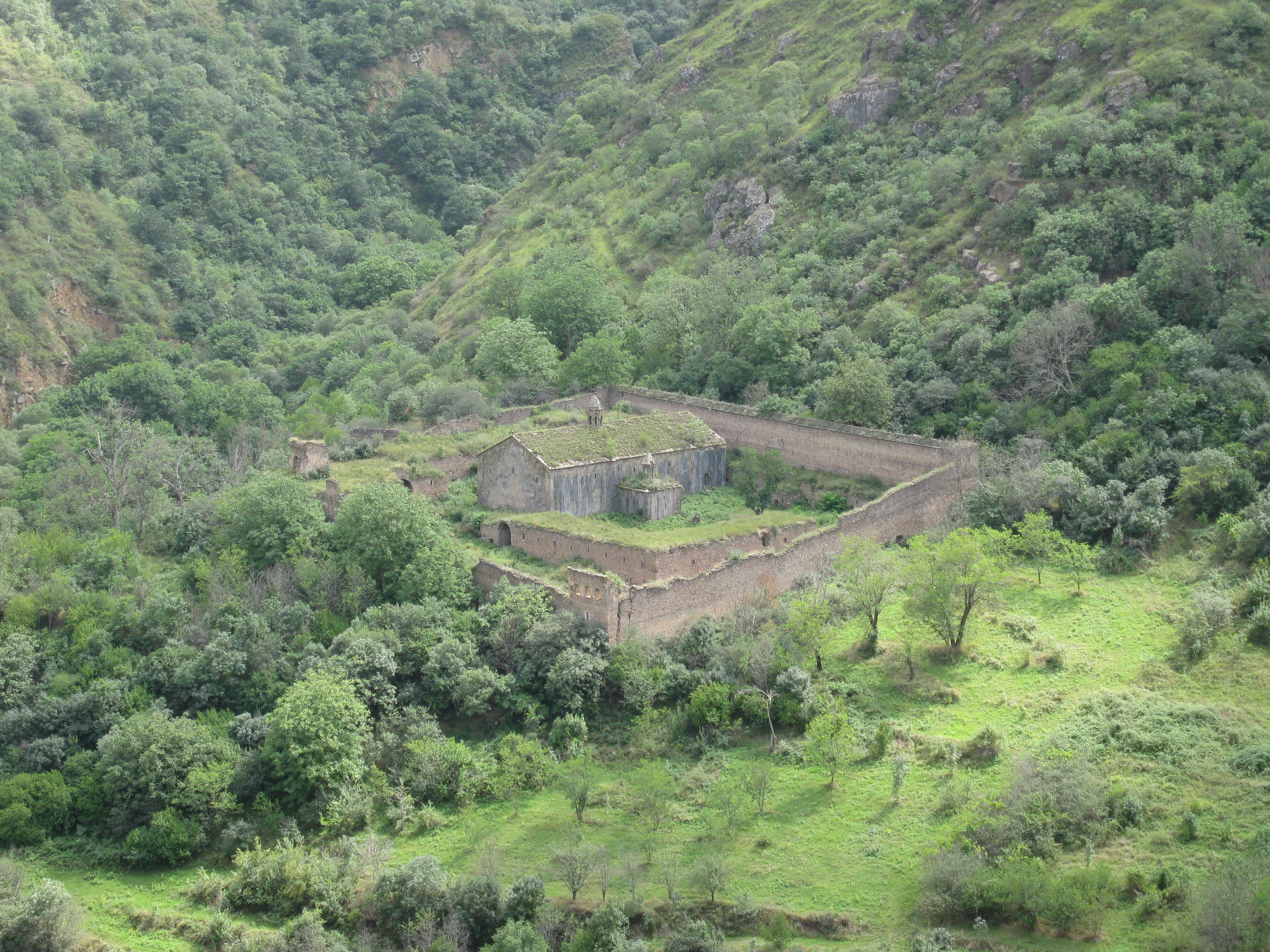
Татевская пустынь, XVII—XVIII вв.
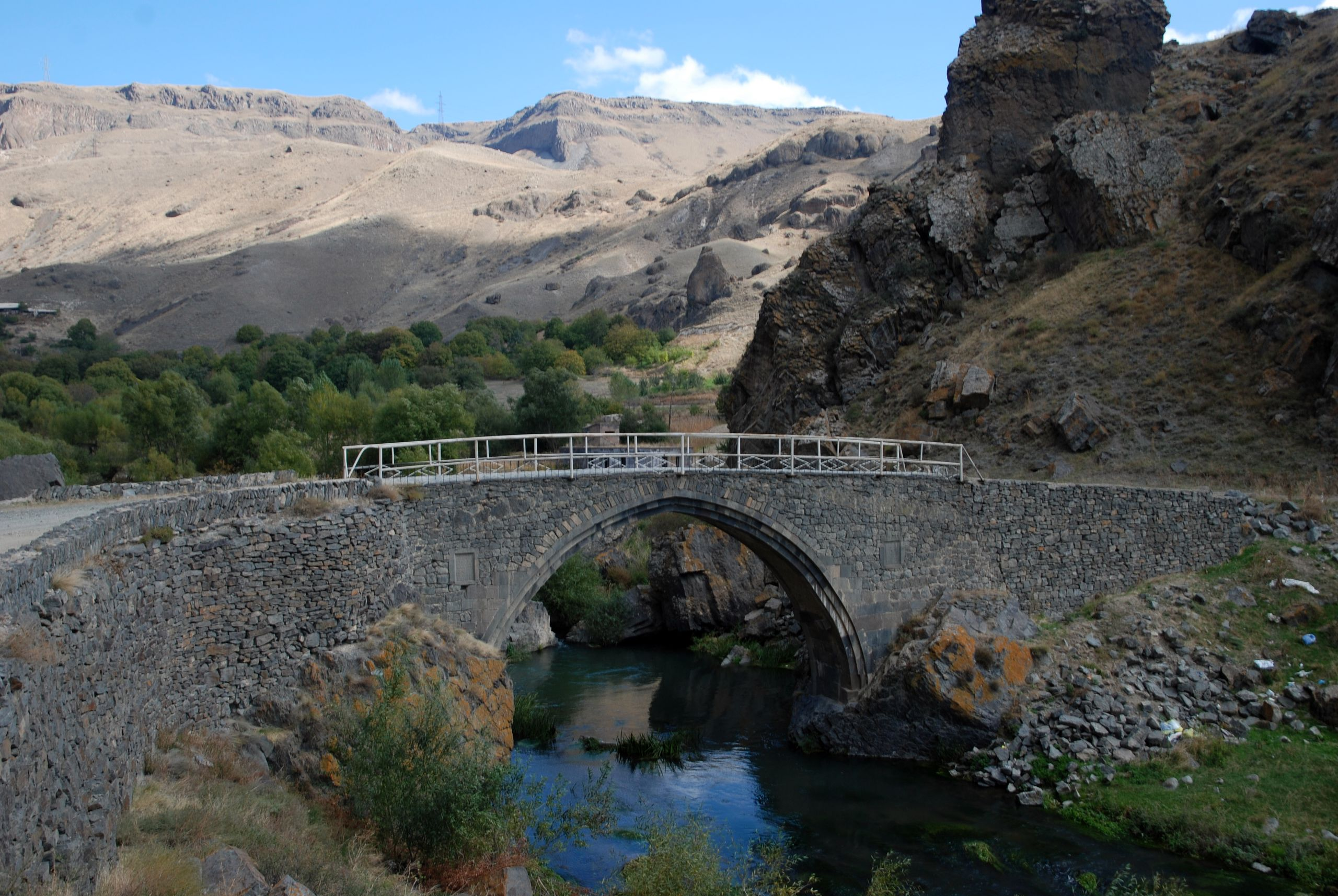
Мост Мелика танги, 1855г.
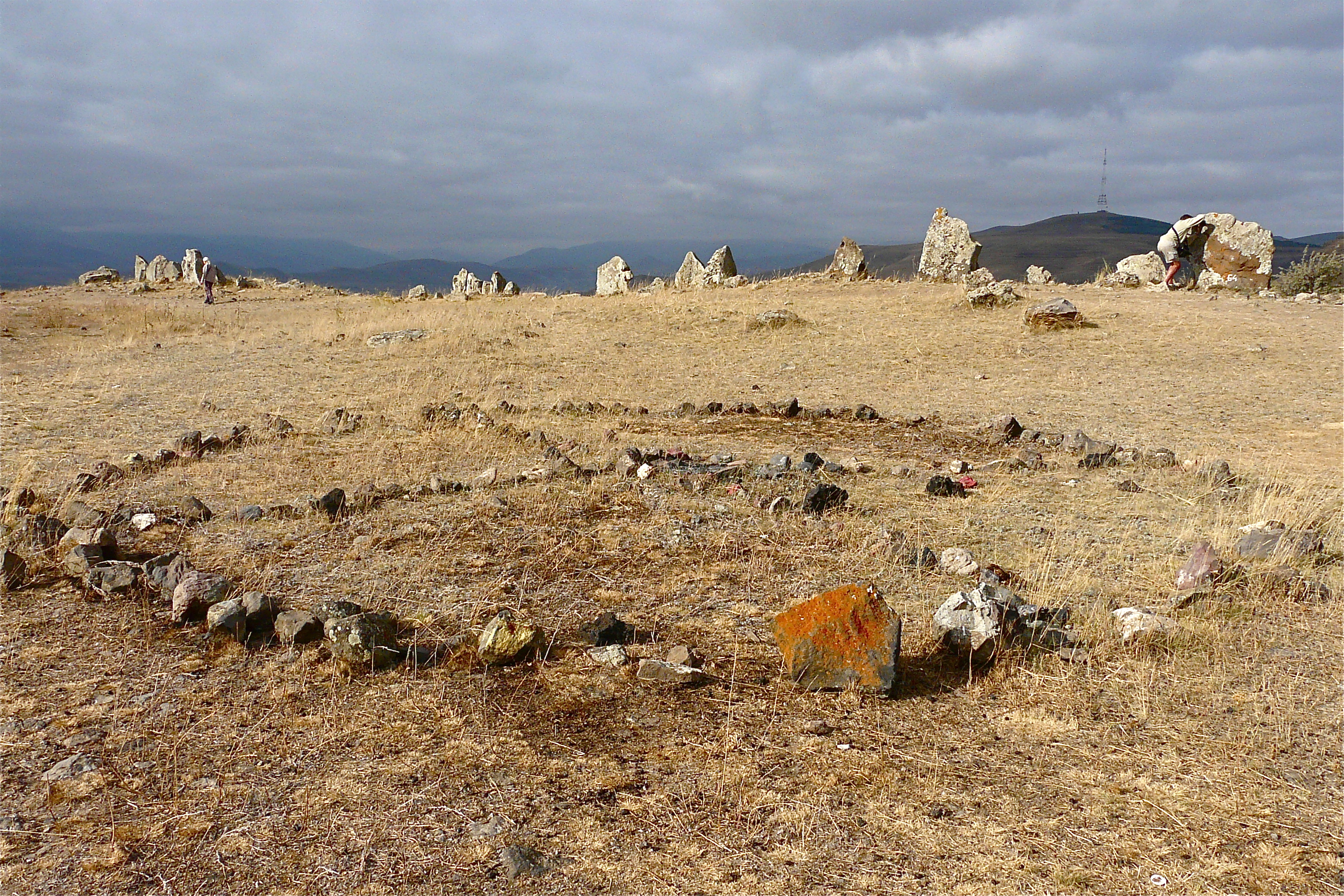
Первобытная обсерватория Зорац-Карер. 3-5 тысячелетия до н.э.
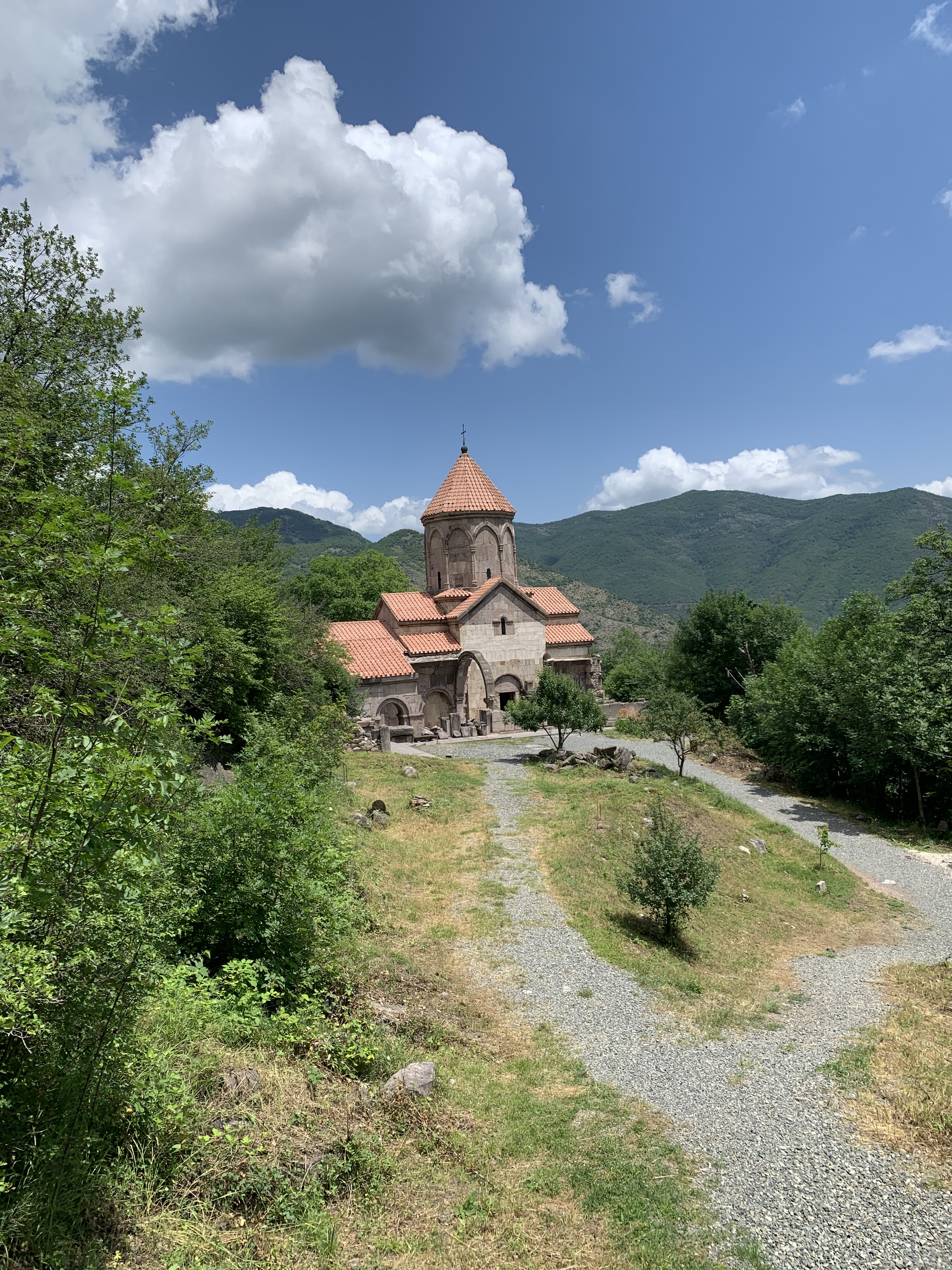
Ваганаванк, X—XI века
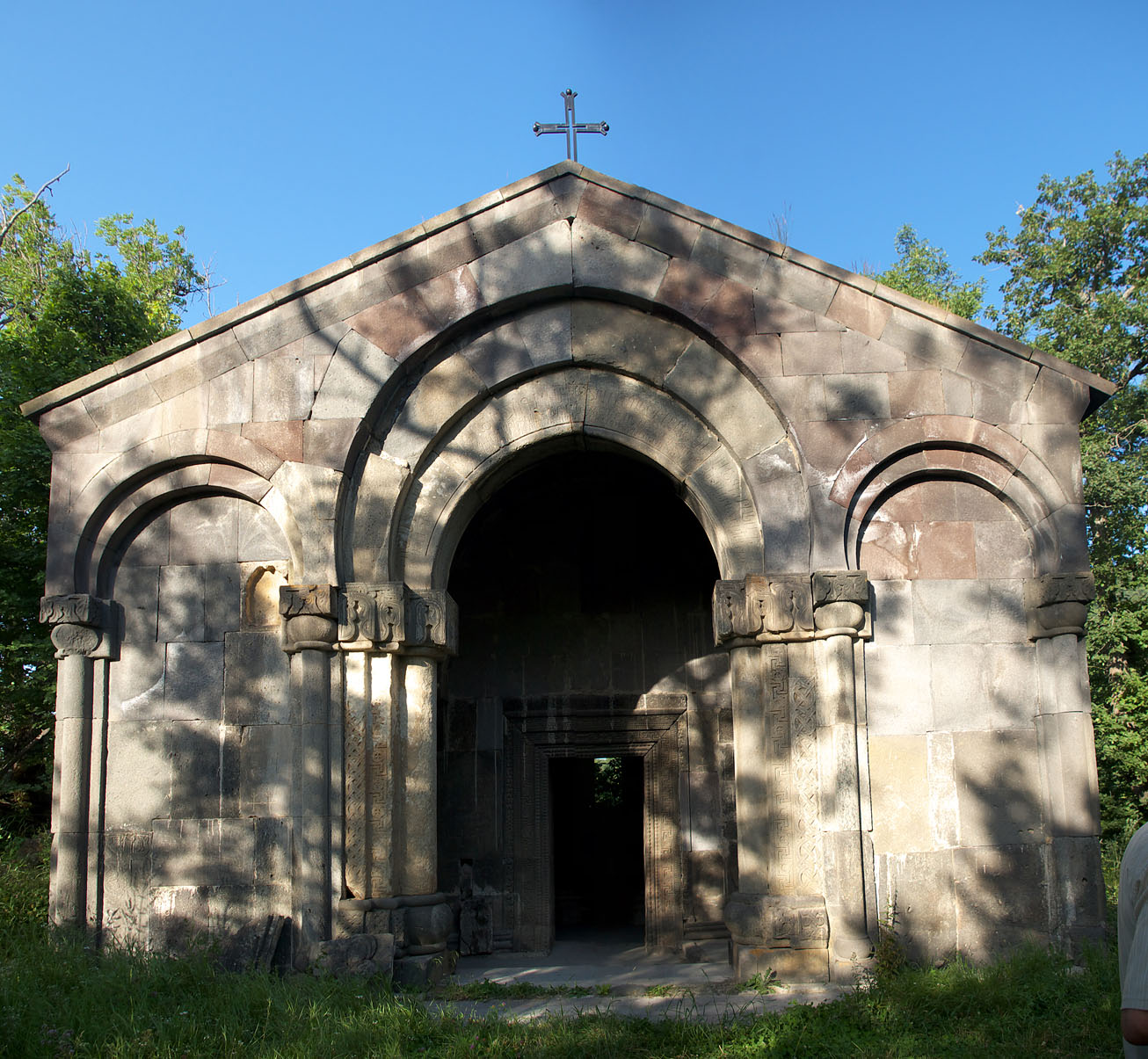
Бхено Нораванк, XI век
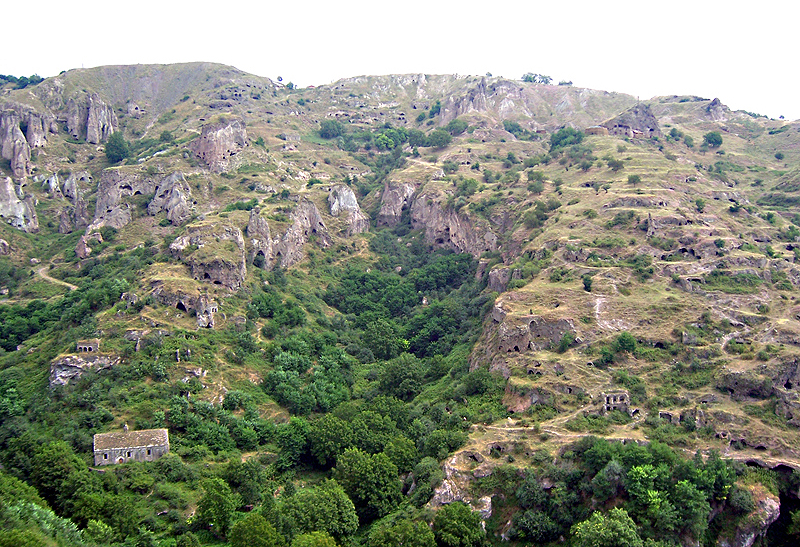
Древний пещерный город с руинами церквей в районе Хндзореска
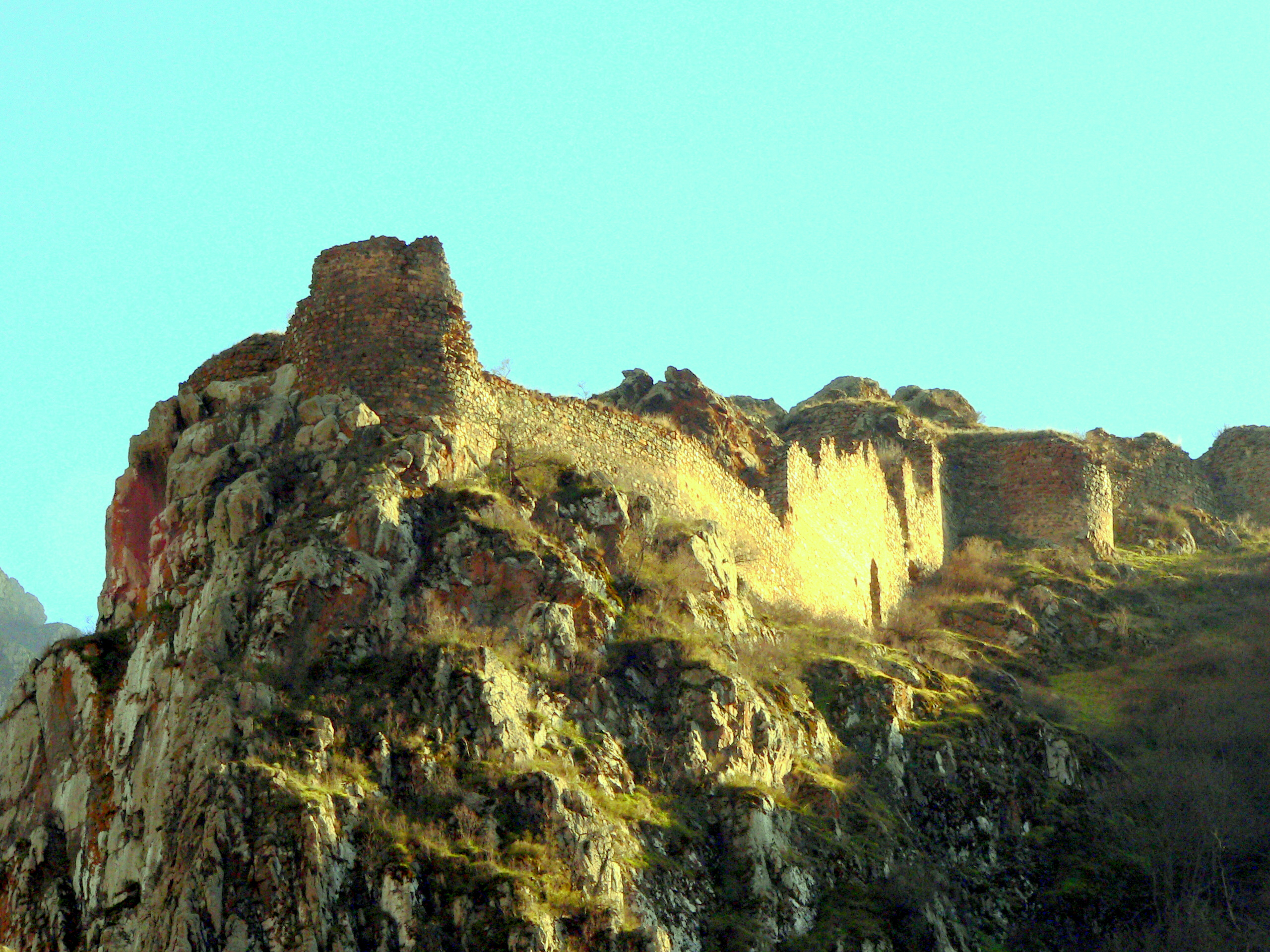
Руины крепости Бахаберд
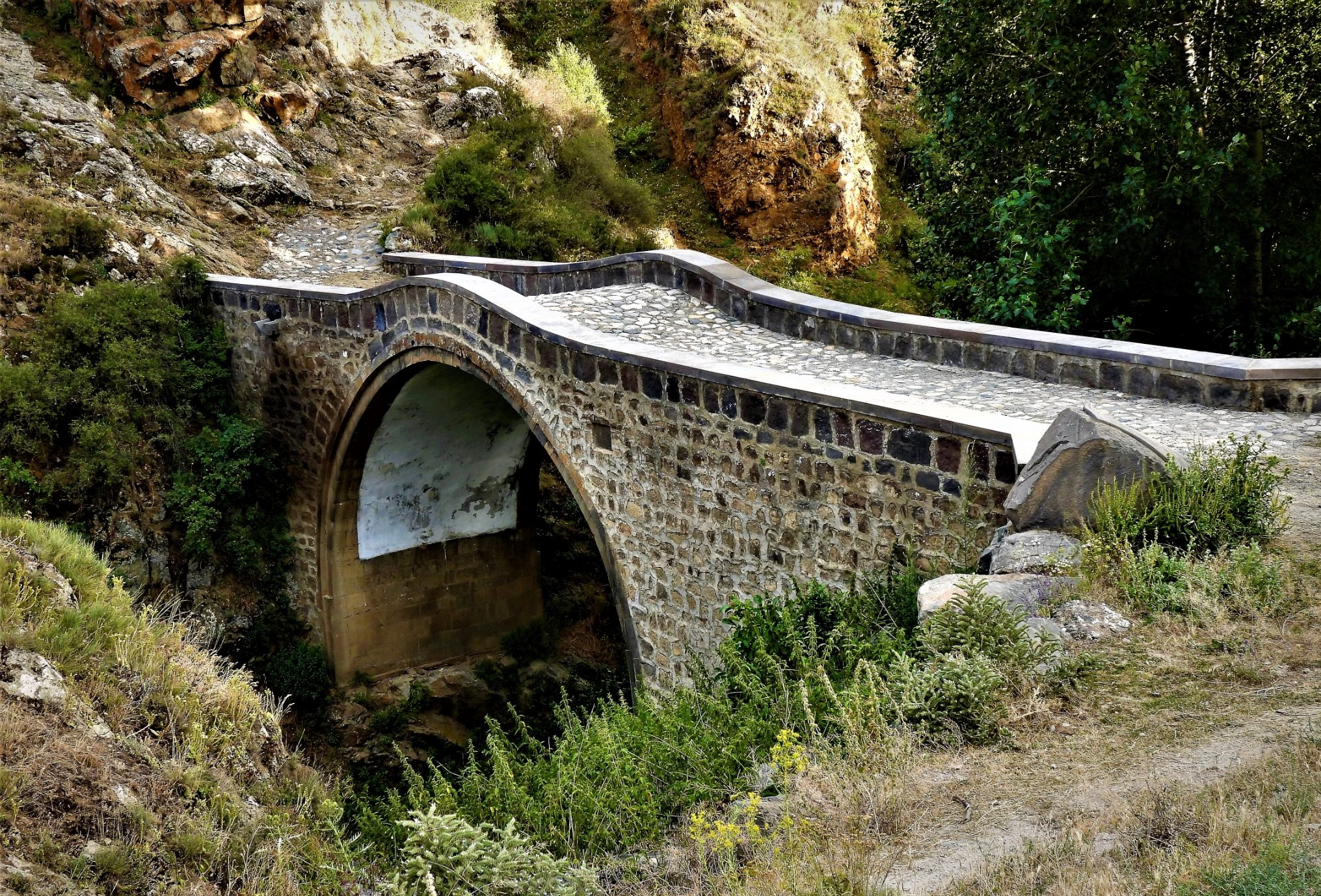
Мост Арзуман (Арзвани), Дарбас
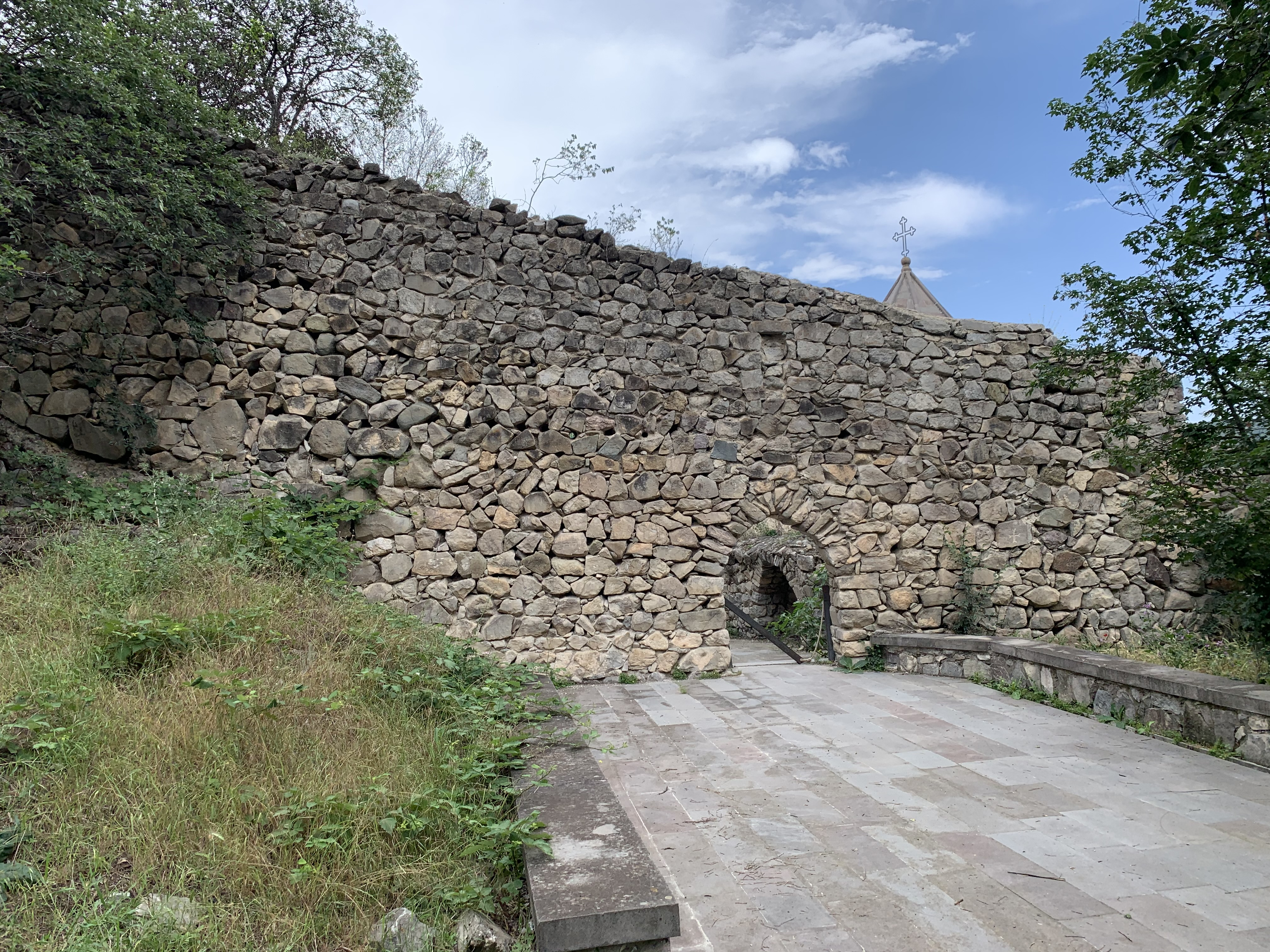
Алидзорская крепость, X век
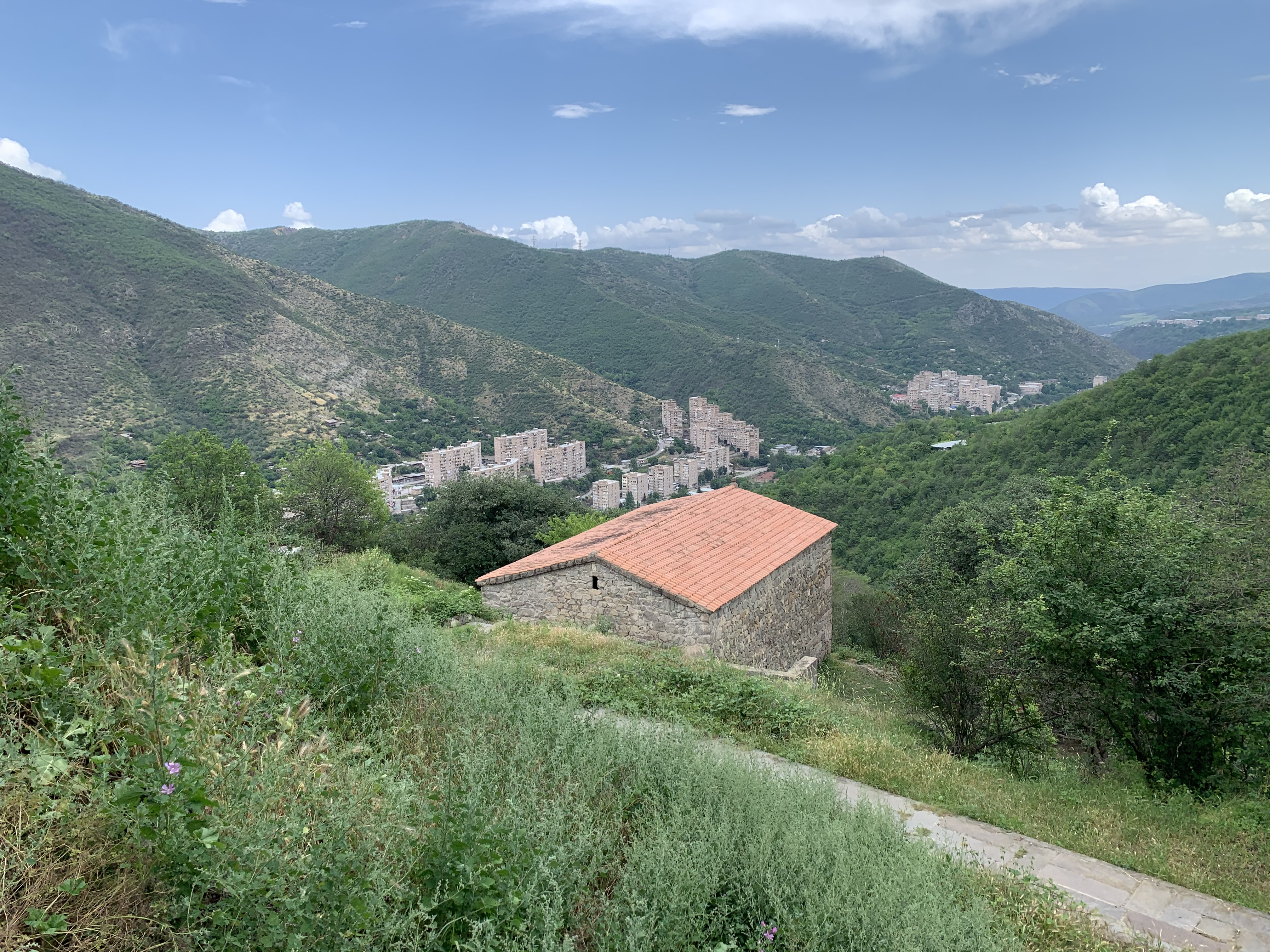
Вид на город Капан от Алидзорской крепости (церковь Святой Богородицы XVII века)
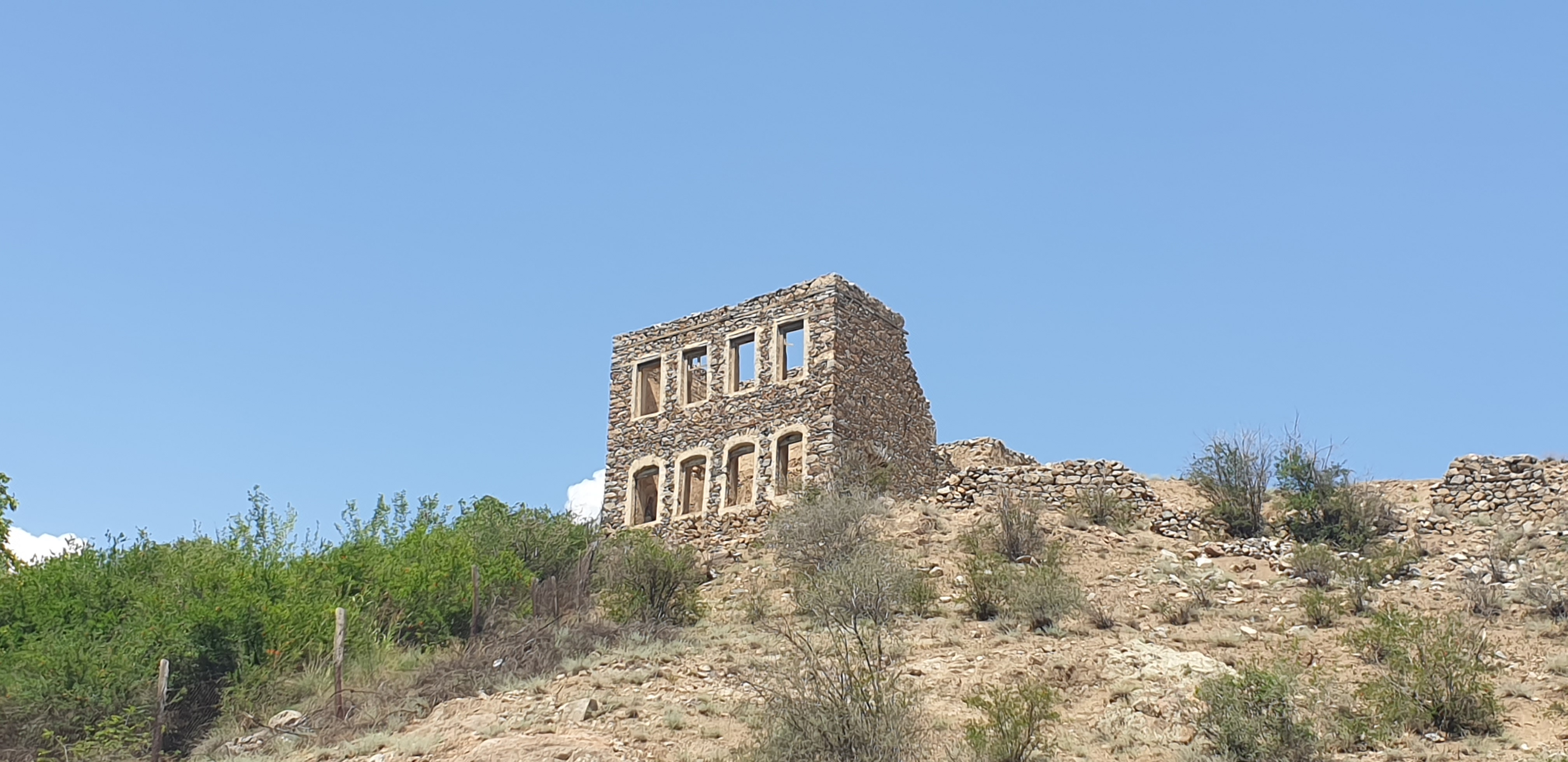
Здание школы XIX века в селе Шванидзор